# Liste der Kirchen im Landkreis Weimarer Land

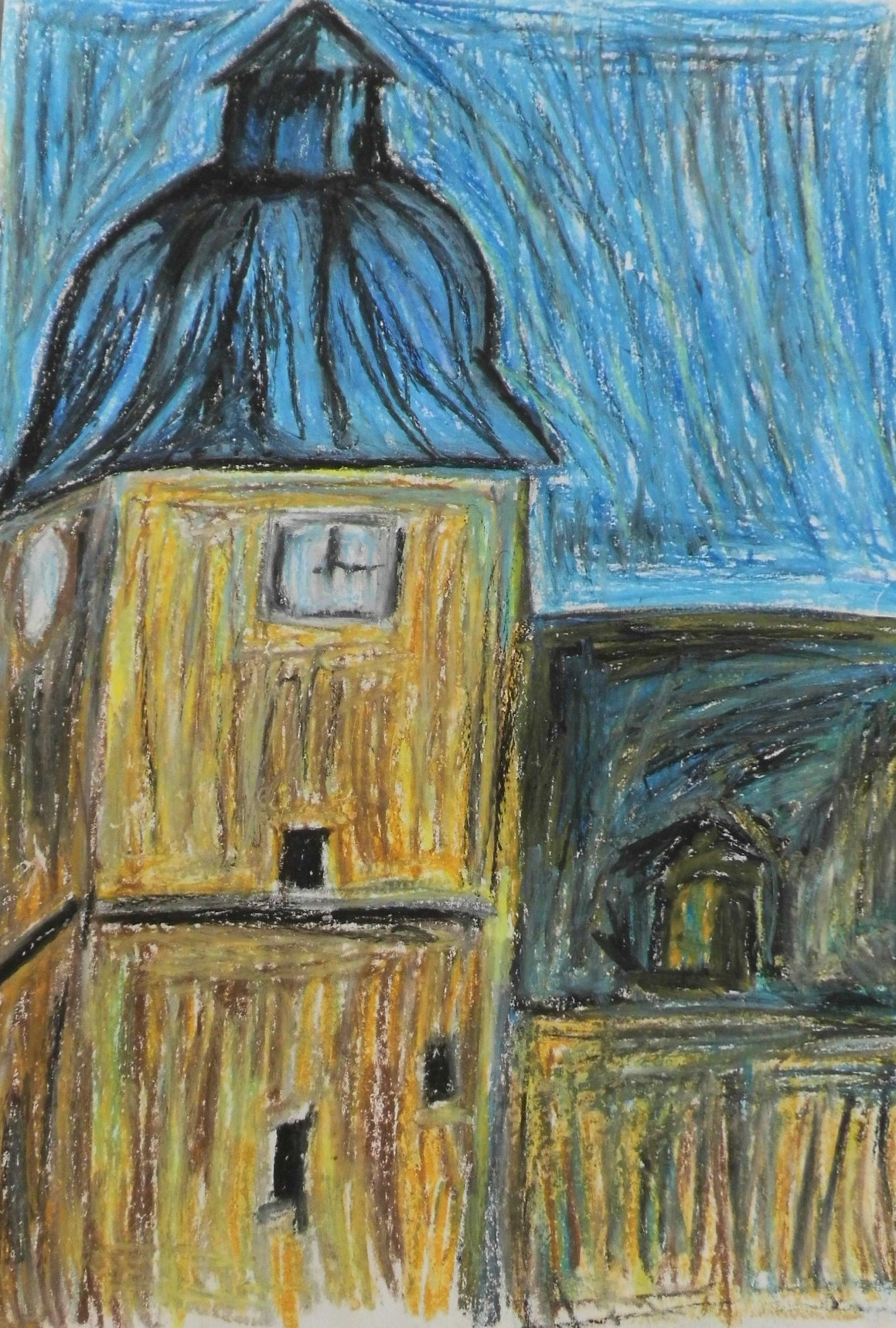
Mellingen „St. Georg“
Sandra Lenzer
Feininger Schülerpleinair 1996

Diese Liste enthält Kirchengebäude im Landkreis Weimarer Land in Thüringen.

## Allgemeines
Der Landkreis Weimarer Land zählt
- 7 Städte, davon sind
  - 2 Mitglied einer Landgemeinde, 2 Mitglied einer Verwaltungsgemeinschaft und 3 als Stadt Vertreter von insgesamt 39 Ortsteilen
- 2 erfüllende Gemeinden für
  - 10 Gemeinden
- 3 Verwaltungsgemeinschaften für
  - 23 Orte mit ihren Ortsteilen
- 3 Landgemeinden mit
  - 32 Ortschaften

In diesen Zahlen ist auch die Kombination aus Landgemeinde und erfüllender Gemeinde enthalten.

## Liste
In der Liste sind historische Kirchengebäude aufgeführt, Friedhofskapellen wurden nicht berücksichtigt.
Die Reihenfolge der Kirchen wird von der Abfolge der Ortsnamen bestimmt.
| Bild | Ort                               | Zugehörigkeit des Kirchspiels            | Name der Kirche/Patrozinium               | Konf. | Bemerkungen | Geo- koordinaten                                       |
| ---- | --------------------------------- | ---------------------------------------- | ----------------------------------------- | ----- | --- | ------------------------------------------------------ |
|      | Altdörnfeld und Neudörnfeld       | Blankenhain I                            | Dorfkirche Altdörnfeld                    | ev.   | Barockbau aus dem 18. Jahrhundert. Sie war Filial von Blankenhain. Neudörnfeld hat keine Kirche. Im Turm hängen zwei Glocken: eine 1887 von Franz Schilling in der Firma C.F. Ulrich (Apolda) mit der Gussnummer 1773 entstandene Bronzeglocke und eine 1955 bei Schilling & Lattermann (Apolda und Morgenröthe) gegossene Eisenhartgussglocke. Die Orgel stammt aus dem Jahr 1735. Altar und Orgel im Sinne der lutherschen Lehre übereinander. | 50° 50′ 34,1″ N, 11° 21′ 14,3″ O                       |
|      | Apolda                            | Apolda I                                 | Martinskirche                             | ev.   | 1119 zum ersten Mal urkundlich erwähnt; Kirche lag ursprünglich außerhalb der nicht mehr vorhandenen Stadtmauer am Zusammenfluss von Herressener und Schötener Bach; noch heute Reste romanischen Mauerwerks sowie romanisches Altar-Fundament vorhanden; zwei raumgliedernde Rundbögen; Umbauten und Erweiterungen seit 1671 dokumentiert; 1683 beginnt Bauphase; barockes Kirchenschiff mit seinen drei Emporen höher als der gotische Chor; 1700 Wiederweihe; 1925/1926 Langschiff vom Chorraum getrennt; seit 1926 nur noch vorderer Teil des Gebäudes genutzt; 1973/1974 Renovierung und Umgestaltung; Renaissance-Kanzel und alter Altar verschwanden; 1980 Schweifturm neu beschiefert; 2003 Sanierung des Innenraumes; gotisches Taufbecken, Kanzelkorb (1666) mit Intarsienfeldern und Figuren, Kruzifix (erneuert 1776); 1926 Altar mit Intarsienfeldern aus Teilen des Barockaltars angefertigt; 1926 Fenstereinbau als Stiftung des Glockengießers Schilling hinter dem Altar; Grabmale des Grafengeschlechts derer von Vitzthum in der Kirche; im Glockenturm eine wertvolle Bronzeglocke aus dem Jahr 1503 – gegossen von Heinrich C(Z)ieg(e)ler aus Erfurt | 51° 01′ 27,0″ N, 011° 30′ 39,0″ O                      |
|      | Apolda                            | Apolda I                                 | Lutherkirche                              | ev.   | Die Lutherkirche ist ein evangelisches Gotteshaus, dessen Baustil der Neugotik zuzurechnen ist. Sie befindet sich in der Stadtmitte am Melanchthonplatz und ist das größte der vier Apoldaer Gotteshäuser. Die Lutherkirche wurde von dem Berliner Architekten Johannes Otzen entworfen und von 1890 bis 1894 erbaut. Von außen ist die Anlehnung an den für Thüringen unüblichen Stil der Backsteingotik auffällig. Die Orgel der Lutherkirche wurde 1893 von Wilhelm Sauer erbaut und ist ein typisches Instrument der deutschen Spätromantik. Von den älteren Glocken der Kirche ist die „Wintzersche Vermächtnisglocke“ aus dem Jahr 1722, gegossen von Johann Christoph Rose (Apolda), erhalten geblieben. Ergänzt wird ihr Klang durch eine 1870 von Carl Friedrich Ulrich (Apolda) gegossene Bronzeglocke und eine 1950 von der Firma Franz Schilling Söhne (Apolda) mit der Nummer 6242 gegossenen Glocke mit einer Taube als Ritzzeichnung. | 51° 01′ 30,0″ N, 011° 30′ 58,0″ O                      |
|      | Apolda                            | Jena, kath. Pfarrei St. Johannes Baptist | St. Bonifatius                            | kath. | 1884 hatte sich eine kleine katholische Gemeinde in Apolda gebildet. Im Jahr 1886 wurde eine katholische Schule eingerichtet, in der auch Gottesdienste stattfanden. Die Räumlichkeiten reichten aber für die wachsende Gemeinde bald nicht mehr aus. Deshalb erwarb das zuständige Bistum Fulda 1892 ein Grundstück an der Stobraer Straße für den Bau einer Kirche und eines Schul- und Pfarrhauses. Am 1. März 1893 begann der durch Sammlungen finanzierte Bau der neugotischen, dreischiffigen Hallenkirche. Die von dem Architekten und Erzbischöflichen Baudirektor Max Meckel aus Frankfurt am Main erbaute St.-Bonifatius-Kirche wurde am 30. September 1894 geweiht. Die Orgel mit 23 klingenden Registern stammt von Martin Schlimmbach aus Würzburg. Im Turm hängen drei Glocken. Die älteste ist dabei die 1919 gegossene Angelus – Bronzeglocke der Firma Franz Schilling Söhne (Apolda). Die beiden anderen wurden 2005 von der Firma Glockengießerei Bachert GmbH (Karlsruhe) mit Reliefs des Heiligen Bonifatius und der Heiligen Elisabeth gegossen. | 51° 01′ 21,6″ N, 011° 31′ 18,1″ O                      |
|      | Apolda                            | NAK Erfurt/Apolda                        | (ohne Namen)                              | NAK   | Das Gotteshaus wurde im Jahre 1955 für 60.000 Mark (DDR) errichtet. Die finanziellen Mittel wurden von den Mitgliedern der Gemeinde selbst aufgebracht. Die Orgel stammt von Rudolf Böhm (Gotha) aus dem Jahr 1967. 1993 / 1994 bekam sie durch Roland Martschei und Gunther Böhm (Dresden) ein neues Orgelgehäuse und 2 neue Register. Sie wurde im Kirchenraum umgesetzt und steht jetzt auf der gegenüberliegenden Seite. | 51° 1′ 7,9″ N, 11° 30′ 56,3″ O                         |
|      | Auerstedt                         | Bad Sulza I                              | St. Veit                                  | ev.   | Der Turm der Kirche St. Veit stammt aus dem 12. Jahrhundert. Die Kirche selbst wurde von 1718 bis 1722 umgebaut. 1967 wurde aus Döbris (Zeitz) eine Orgel mit 13 Registern gekauft. Der Ort musste der Braunkohleförderung weichen. Diese Orgel wurde bis 2007 generalsaniert und erklingt wieder in alter Schönheit. 2006 weihte Landesbischof Christoph Kähler den Welterdenaltar mit Erde aus allen Teilen der Welt. Die Empore der Kirche wurde entfernt und das Kirchenschiff restauriert. Die Glocke im Kirchturm trägt die Inschrift: In Auerstedt häng ich – Meinen Klang geb’ ich – Alle Christen ruf ich – Melchior Moering in Erfurt, goß mich anno 1588 (Anmerkung: Melchior Möring gehörte der Möringschen Glockengießerfamilie an. Er war zwischen 1577 und 1641 vor allem in Erfurt als Stück- und Glockengießer tätig.) | 51° 5′ 59″ N, 11° 35′ 18,6″ O                          |
|      | Bad Berka                         | Bad Berka                                | St. Marien                                | ev.   | Barocker Neubau 1735 unter Verwendung von Teilen des gotischen Vorgängerbauwerks. Im Turm läuten drei Bronzeglocken. Die älteste wurde 1609 von Hieronymus Moering[k] (Erfurt) gegossen. 2015 wurde sie mit zwei Bronzeglocken der Gießerei Maria Laach ergänzt. Die Orgel wurde 1840 nach einem Blitzschlag in das Vorgängerinstrument von Johann Friedrich Schulze (Paulinzella) gebaut. | 50° 54′ 1,6″ N, 11° 17′ 5″ O                           |
|      | Bad Berka                         | Weimar, kath. Pfarrei Herz-Jesu          | St. Mariä Himmelfahrt                     | kath. | 1918 errichtet. Im Dachreiter läutet eine 1953 in der Gießerei Franz Schilling Söhne (Apolda) gegossene Bronzeglocke. Die kleine Orgel wurde 1979 von der Firma Orgelbau Schönefeld gebaut. | 50° 57′ 26,8″ N, 11° 11′ 48,3″ O                       |
|      | Bad Sulza                         | Bad Sulza I                              | St. Mauritius                             | ev.   | Die Orgel stammt aus der Werkstatt von Adam Eifert (Stadtilm). Sie entstand 1883 als op. 34. Im Turm des Gotteshauses hängen zwei Bronzeglocken des Erfurter Gießers Nicolaus Jonas Sorber aus dem Jahr 1716. Ergänzt wird ihr Klang durch eine Bronzeglocke der Firma Franz Schilling Söhne (Apolda) aus dem Jahr 1950. | 51° 5′ 11,4″ N, 11° 37′ 29,4″ O                        |
|      | Ballstedt                         | Ramsla                                   | Dorfkirche Ballstedt                      | ev.   | Kirche und Kirchhof wurden in die Denkmalliste des Kreises Weimarer Land aufgenommen. Um 1500 wurde die Kirche in spätgotischem Stil erbaut. 1637 brannte sie im Krieg völlig aus. Der Wiederaufbau erfolgte erst 1700–1701, da sich der Ort nur langsam von den Folgen des Dreißigjährigen Krieges erholte. 1988 erfolgte eine Renovierung. Zwischen 1999 und 2001 wurde die Kirche grundlegend saniert und restauriert. Im Inneren sind zwei beschädigte Grabsteine aus dem 16. und 17. Jahrhundert erhalten. Die erste Orgel wurde 1817 aus einem Erfurter Kloster angekauft. Dazu erfolgten Veränderungen der Emporen. 1852 baute August Witzmann (Großrudestedt) ein neues Instrument. 1888 nahm Hermann Kopp (Bürgel) einen Orgelneubau mit barockem Prospekt der Vorgängerorgel vor. 2002 bis 2006 erfolgte eine Generalsanierung durch Orgelbau Schönefeld. Im Turm läuten Eisenhartgussglocken der Firma Schilling und Lattermann. | 51° 3′ 7,4″ N, 11° 12′ 37″ O                           |
|      | Barchfeld                         | Kranichfeld                              | Kirche Barchfeld                          | ev.   | Die Kirche in ihrer heutigen Form wurde 1695 gebaut und im 18. Jh. ergänzt. 1827 wurde ein zweites Turmgeschoss angefügt. Die barocke Kanzel ruht auf einem Pfeiler. Das Altarwerk stammt wahrscheinlich aus einer Saalfelder Firma um 1500 mit einer Maria im Mittelschrein. 1693 wurde ein Orgelpositiv gekauft und 1716 eine Orgel aus Rippersroda mit 6 Registern, einem Tremulant, Cymbeln und einem Bass. Es erfolgen mehrere Umbauten. Heute verfügt das Instrument über 9 Kipp – Register. Seine Bälge werden noch getreten. Im Turm läuten drei Eisenhartgussglocken der Firma Schilling & Lattermann (Apolda und Morgenröthe) aus dem Jahr 1921. |                                                        |
|      | Bechstedtstraß                    | Niederzimmern                            | St. Bonifatius                            | ev.   | Kirchturm aus dem 14. Jahrhundert mit romanischen Okuli und gotischer Sakramentsnische. Zwei Glocken aus dem 14. und 19. Jahrhundert. Uhrglocke aus dem Jahre 1609. Erweiterung der Kirche Anfang des 18. Jahrhunderts. Große August-Witzmann-Orgel (Disposition von Alexander Wilhelm Gottschalg) von 1877. Jugendstilausmalung aus dem Jahre 1905. 2008 wurde der Turm statisch gesichert. Die Kirche erhielt ein modernes Kruzifix von Lutz Hellmuth, ein Bleiglasfenster nach Entwürfen von Ulf Raecke und einen geschmiedeten Ambo von Michael Ernst. 2010 statische Sicherung des Dachstuhls. | 50° 57′ 26,8″ N, 11° 11′ 48,3″ O                       |
|      | Bergern (Bad Berka)               | Bad Berka                                | St. Margareta od. Zum Kripplein Christi   | ev.   | Die Kirche wurde durch den Friedensaktivisten Matt Lamb ausgemalt. Die Orgel gehört zur Werkstatt von Adam Eifert (Stadtilm). Sie entstand 1890/91 als op. 68 und wurde von Großherzogin Sophie gespendet. Im Turm findet man eine 1612 von Hieronymus Moeringk (Erfurt) gegossene Bronzeglocke mit der Aufschrift: „ANNO M DC XII DA GOS MICH HIERONIMVS MOERINGK ZV ERFFVRTH“. Sie wurde ca. 1982 von einem Dachboden in die Kirche überführt. | 50° 55′ 6,3″ N, 11° 16′ 53,3″ O                        |
|      | Bergsulza                         | Bad Sulza I                              | bis 1525 kein Patrozinium St. Peter       | ev.   | Die Orgel von Nicolaus – Georg Zimmermann aus dem Jahr 1801 ging verloren. Im Turm läuten drei Eisenhartgüsse der Firma Schilling & Lattermann (Apolda und Morgenröthe) aus dem Jahr 1924. | 51° 5′ 6,9″ N, 11° 38′ 4,4″ O                          |
|      | Berlstedt                         | Neumark                                  | St. Crucis                                | ev.   | Die Orgel geht in ihren Wurzeln bis ins Jahr 1669 zurück. 1876 übernahm Hermann Kopp (Stadtbürgel) die Reparatur und Umdisponierung. Diese wurde durch Hoforganist Alexander Wilhelm Gottschalg (Weimar) abgenommen. 2005/06 stellte Oliver Lang (Ollendorf) die Orgel für eine vorübergehende Teilnutzung durch die Richtung von 13 Registern wieder her. Im Turm hängen drei Eisenhartgüsse der Firma Schilling & Lattermann (Apolda und Morgenröthe) aus dem Jahr 1921. | 51° 3′ 41,5″ N, 11° 14′ 48,7″ O                        |
|      | Blankenhain                       | Blankenhain I                            | St. Severi                                | ev.   | Die Kirche besitzt einen Glockenturm von 43 Metern Höhe. Ihren Namen „Sankt Severi“ verdankt die von 1481 bis 1493 auf den Grundmauern einer älteren Kirche erbauten spätgotischen Kirche der kirchlichen Verbindung Blankenhains mit Erfurt. Die Urkunde darüber stammt aus dem Jahre 1517 und befindet sich im Erfurter Stadtarchiv. 1525, nur acht Jahre später, wurde in Blankenhain die Reformation eingeführt. Wenn man ein paar Schritte unter der ersten Empore hervor in Richtung Altar läuft, sieht man neben den bunten Glasfenstern (von 1886) das große Kruzifix über dem Altar. An Ketten schwebt der Gekreuzigte zwischen Himmel und Erde. Erst seit der letzten Renovierung (1981) hängt dieses Kruzifix, eine Schnitzerei aus dem 16. Jahrhundert, über dem Altar. Nicht zufällig hat „Werkmeister Heinrich Geßner“ 1493 den Chorraum mit dem Altar Richtung Osten gebaut. Bis zu fünf Altäre standen in katholischer Zeit in der Blankenhainer Kirche. Reste der ursprünglichen katholischen Pfarrkirche kann man heute noch im Inneren der Kirche sehen (das kleine Holztürchen des Sakramentsschreins in Augenhöhe in der linken Wand des Altarraumes). Auffälliger jedoch von der mittelalterlichen Ausstattung sind die sieben Schnitzfiguren eines spätgotischen Tafelaltars. Sehenswert ist auch die mit Kreuzgratgewölben gebaute Sakristei, die mit kräftigen Farben, so wie in der Gotik verwendet, bemalt wurden. In einem der beiden Räume, der als Gebetsraum eingerichtet ist, hängt in der Fensternische eine auf den ersten Blick abstoßende Christusfigur ohne Gliedmaßen und Bemalung. Die Schnitzerei aus dem 16. Jahrhundert wurde vor einigen Jahren auf dem Boden der Rottdorfer Kirche gefunden und nach ihrer Restaurierung in „rohem“ Zustand zurückgegeben. Die pneumatische Orgel hat zwei Manuale mit elf bzw. zehn (Schwellwerk) Registern und Pedalwerk mit weiteren sechs klingenden Stimmen. Im Langhaus am nördlichen Triumphbogen-Teil befindet sich ein großes Rokoko-Grabmal. Auf diesem stehen links die betende Figur der Treue und Unschuld (neben ihr die Taube auf einem Eichenzweig), rechts die Ewigkeit (in der Hand eine Schlange, zu Füßen eine umgestürzte Urne). Noch weitere Grabsteine befinden sich in der Kirche, so z. B. für den Grafen Gottfried von Hatzfeld von 1689. Eine Rarität der Kirche ist das kleine Glasfenster links neben der „Heiligen Familie“. Es stammt aus dem 16. Jahrhundert und zeigt einen knienden Abt, der in der rechten Hand einen Krummstab und in der Linken eine Kirche hält. Die drei Stahlglocken im Kirchturm wurden 1922 von der Firma Ulrich & Weule in Apolda gegossen. Die Große mit 1950 kg (es), die Mittlere 1100 kg (ges) und die Kleine mit 500 kg (b). Zur selben Zeit und wohl als zweite Kirche in Thüringen wurde in Blankenhain eine elektrische Läutevorrichtung installiert. Die alten Bronzeglocken, von denen die Große und die Mittlere dem Ersten Weltkrieg zum Opfer fielen, stammten von 1801. Die kleine Glocke konnte gerettet werden und hängt heute in der seit 1969 wieder der Katholischen Gemeinde gehörenden Nonnenkirche in Blankenhain. | 50° 51′ 39,6″ N, 11° 20′ 25,6″ O                       |
|      | Blankenhain                       | Weimar, kath. Pfarrei Herz-Jesu          | St. Anna, Nonnenkirche                    | kath. | Die heutige Kirche trug ursprünglich den Namen „Sankt Annenkapelle“. Der Name Nonnenkirche ist nicht auf die Nonnen zurückzuführen, sondern auf die Verballhornung des Namens „Annenkirche“. Es ist unbekannt, wann die Nonnenkirche erbaut wurde. Es wird aber vermutet, dass sie im Jahre 1502 oder 1503 auf einem Friedhof erbaut worden ist. Die St.-Annen-Kapelle war lange Zeit vergessen, da alle Gottesdienste in „St. Severi“ gehalten wurden. Für die bauliche Wiederherstellung nach dem Dreißigjährigen Krieg war kein Geld da, so dass die Kirche verfiel. 1730 – anlässlich der bevorstehenden 200-Jahr-Feier der Übergabe der Augsburgischen Konfession ließ der Hatzfeldische Oberaufseher Markus Christian Gottschalk die ziemlich herunter gekommene Kirche wieder instand setzen, so dass der katholische Gottesdienst in ihr abgehalten werden konnte. 1970 wurde sie durch die katholische Gemeinde käuflich erworben und neugestaltet. Der Innenraum erfuhr 1995 eine Umgestaltung und 2018 einen neuen weißen Farbanstrich, so dass die Kirche wieder hell erstrahlt. 1922 wurde die 1801 von den Gebrüdern Ulrich in Apolda gegossene Bronzeglocke aus der „St. Severi“-Kirche in Blankenhain in die „Nonnenkirche“ umgehängt. Im Zweiten Weltkrieg musste sie abgebaut und ins Glockenlager Glockenfriedhof Hamburg gebracht werden. Durch umfassende kirchliche Nachforschungen wurde sie wieder ausfindig gemacht und konnte zurückgebracht werden. Zur Nonnenkirmes 1951 läutete sie wieder im Kirchturm der katholischen Kirche. 1992 kamen bei Restaurierungsarbeiten am Turmkopf alte Urkunden, Dokumente und Münzen zu Tage. | 50° 51′ 29,6″ N, 11° 20′ 47,6″ O                       |
|      | Buchfart                          | Buchfart – Legefeld                      | Liebfrauenkirche                          | ev.   | Die Dorfkirche „Unsere lieben Frauen“ ist im Kern ein gotisches Bauwerk aus dem 14. Jahrhundert. Das Langhaus stammt hingegen aus dem 18. Jahrhundert. An der Kirche wurde 1870 eine Generalsanierung vorgenommen. Die Orgel ist ein pneumatischer Neubau aus dem Jahr 1890 von Emil Heerwagen (Weimar), der auf Wurzeln aus dem Jahr 1741 und 1829 zurückgreifen konnte. Im Turm läutet eine Bronzeglocke von Carl Friedrich Ulrich (Apolda) aus dem Jahr 1850, begleitet von der 1923 entstandenen 6130. Eisenhartgussglocke der Firma Schilling & Lattermann (Apolda und Morgenröthe). | 50° 55′ 20,2″ N, 11° 20′ 0,4″ O                        |
|      | Buttelstedt                       | Buttelstedt                              | St. Nikolaus und Stephanus                | ev.   | Schon aus weiter Ferne ist der 57 m hohe Turm der Nikolaikirche sichtbar, die von 1486 bis I566 als Saalkirche errichtet wurde. Ihr Epitaph aus dem Jahr 1563 stammt von einem Cranachschüler. 1630 entstand eine Kanzel im Renaissancestil mit plastischen Evangelistenfiguren. 1681 erfolgte ein Umbau der Emporen (zweigeschossig im Norden und Westen – dreigeschossig für Orgel). 1690 folgte eine Umgestaltung und 1815 eine erneute Veränderung des Innenraumes. 1927/28 wurden die Mosaikglasfenster von Paul Birr (Berlin) und Ernst Kraus (Weimar) eingefügt. 1993–1997 erfolgte die Sanierung des Taufbereichs, des Dachstuhls, der Eingangstür und des Innenraumes. Die Orgel unterliegt in den letzten Jahren einer Generalsanierung. Dafür bildete sich ein Förderverein. In ihren Ursprüngen geht sie auf ein 1704 entstandenes Instrument von Johann Weißhaupt (Seebergen), der auch die Bach-Orgel in der Schlosskirche Weimar konzipierte, zurück. 1857/58 vollzog Carl Friedrich Peternell (Seligenthal) einen grundlegenden Umbau und die Versetzung auf 3. Empore. Im Turm läuten drei Eisenhartgussglocken der Firma Schilling & Lattermann (Apolda und Morgenröthe). aus dem Jahr 1923. Im Turmaufgang finden sich einzigartige Darstellungen der Glockengeschichte auf farbigen Holzplatten. 1688 wird hier Johann Friedrich Fasch und 1713 Johann Ludwig Krebs getauft. Ab 1858 fährt Franz Liszt häufig in das Gotteshaus, um hier zu musizieren und der Tochter des Pfarrers Steinacker Unterricht zu erteilen. Lyonel Feininger widmet der Kirche mehrere Werke. Eine Turmuhr wird auf die Zeit kurz nach dem Dreißigjährigen Krieg geschätzt. Sie ist als Seltenheit anzusehen, da diese Uhr nicht nur die 1/4, 1/2 und volle Stunde schlägt, sondern beim vollen Stundenschlag, dem die 4/4 Schläge vorausgehen, Sonderschläge zugegeben werden. Im Raum zwischen Halberstadt und Weimar ist es die einzige Uhr dieser Art, welche heute wieder funktionstüchtig ist. | 51° 4′ 34,5″ N, 11° 20′ 45,3″ O                        |
|      | Daasdorf (Buttelstedt)            | Buttelstedt                              | Unsere lieben Frauen gen. Marienkirche    | ev.   | Basierend auf dem im Original erhaltenen unteren Teil des Kirchturms geht man von einem Bau der Kirche in frühromanischer Zeit aus. Der nach Osten ausgerichtete Turm ist typisch für eine Wehrkirche gegen die im frühen Mittelalter von Osten drängenden Slawen. Ende des 17. Jahrhunderts, Anfang des 18. Jahrhunderts wurde das Kirchenschiff umfassend umgebaut. Die heute vorhandene Bronzeglocke wurde 1788 von den Gebrüdern Ulrich Apolda gegossen. Die heute fehlende zweite Glocke wurde am 3. September 1857 geweiht. | 50° 59′ 45,1″ N, 11° 15′ 43,5″ O                       |
|      | Daasdorf a. Berge                 | Weimar VI                                | Dorfkirche Daasdorf a. Berge              | ev.   | Die jetzige Dorfkirche wurde Mitte des 18. Jahrhunderts an gleicher Stelle gebaut, an der das Gotteshaus aus dem 13. Jahrhundert einem Feuer zum Opfer gefallen war. Sie ist ein verputzter Werksteinbau aus einheimischem Muschelkalk, die Tür- und Fenstergewände sind aus Berkaer Sandstein. Eine eingemeißelte Inschrift weist das Jahr 1751 aus. Die aus der alten Kirche noch erhaltene romanische Chorturmanlage mit Stützpfeilern und schmalen Lichtschlitzen wurde in die neue barocke Kirche mit Sattelwalmdach einbezogen. Beeindruckend ist der große Kanzelbau. Im Altaraufsatz befindet sich ein Porträt des Goethemalers Johann Joseph Schmeller von Martin Luther. Die Innenausstattung der Kirche ist sehr reich an barocken Schmuckelementen. Hier befinden sich Glocken aus drei Jahrhunderten. Die größte, 1502 von Heinrich C(Z)ieg(e)ler (Erfurt) gegossene Bronzeglocke, wird von einer Glocke aus dem späten 14./ frühen 15. Jh. ergänzt. Sie verweist auf: „/CASPAR BALTASAR MELCHIORI LVCAS MARCVS INRI/“. Die kleinste ist die älteste des Kreises Weimarer Land. Sie wurde 1250 in Zuckerhutform gegossen und wurde seitdem ununterbrochen benutzt. Sie soll vor langer Zeit von einem Schwein ausgewühlt worden sein. Dies sieht man im alten Gemeindesiegel. | 50° 59′ 45,2″ N, 11° 15′ 43,5″ O                       |
|      | Darnstedt (Niedertrebra)          | Bad Sulza I                              | Dorfkirche Darnstedt                      | ev.   | Im Jahre 1662 wurde von einem Vorgängergotteshaus urkundlich berichtet. Die jetzige Dorfkirche wurde 1769 erbaut. Sie ist eine Saalkirche mit Walmdach und einem Dachreiter. Rundbogenfenster befinden sich im Kirchenschiff. Der Gottesacker ist mit einer Mauer umgeben. Ein Waidstein vor dem Gotteshaus erinnert an den ursprünglich vorrangigen Anbau von Waid. Im Turm läutet eine 1919 entstandene Eisenhartgussglocke der Firma Schilling & Lattermann (Apolda und Morgenröthe). | 51° 4′ 47,3″ N, 11° 36′ 40,8″ O                        |
|      | Denstedt (Kromsdorf)              | Weimar III                               | Dorfkirche Denstedt                       | ev.   | Die Kirche wurde 1254 erstmals erwähnt. Im 17. Jh. und 1812 durch einen Brand wurde sie schwer beschädigt. 1815 erfolgte die Wiederherstellung. Aus diesem Jahr stammt der Kanzelaltar von Friedrich Weber aus Wickerstedt in streng klassizistischem Aufbau. 1838 stiftete Zar Nikolaus I., als er seine Schwester Maria Pawlowna besuchte, das Altarkreuz. Von 1989 bis 1992 erfolgte die vollständige Restaurierung der Kirche. Sie kann auf eine Holztonne, umlaufende Doppelempore, zwei Logen und zwei Porträts von Martin Luther verweisen. Die Orgel wurde am 15. Januar 1860 von den Gebr. Carl, Wilhelm und August Peternell (Seligenthal) gebaut und vom Freiherrn Wassily und Carl von Wegener-Linker gestiftet. Ihre Disposition und Abnahme unternahm Hoforganist Johann Gottlob Töpfer. Als sogenannte „Liszt-Orgel“ wurde sie bekannt, weil sie Franz Liszt regelmäßig zu Orgelkonferenzen mit seinem legendarischen Kantor Alexander Wilhelm Gottschalg nutzte. Sie wurde 2011 Orgelbau Christoph Rühle (Moritzburg) restauriert. Sie verfügt über eine Winddrossel. Im Glockenturm befindet sich eine 1847 von Carl Friedrich Ulrich in Apolda gegossene Bronzeglocke. Lyonel Feininger hielt die Kirche u. a. 1917 in Öl und 1919 mit einem Holzschnitt fest. | 51° 0′ 3,1″ N, 11° 22′ 56,9″ O (?, vermutlich Burg D.) |
|      | Döbritschen                       | Großschwabhausen – Isserstedt            | Dorfkirche Döbritschen                    | ev.   | Die Kirche verfügt über zwei Bronzeglocken. Die kleinere wurde 1933 in der Gießerei Franz Schilling Söhne (Apolda) gegossen. Die größere wurde 1518 von Heinrich C(Z)ieg(e)lers aus (Erfurt) gegossen. Darauf befindet sich ein Medaillon mit der Anbetung der Weisen (vor dem Stall kniend Maria und ein König vor dem Kind; Joseph mit dem Stab; zwei Könige mit Geschenken stehend; im Hintergrund der schlafende Hirt mit seiner Herde, Stern und Engel) sowie ein Medaillon der Heiligen Anna in der Mitte unter einem von drei Engeln gehaltenen Schriftband mit undeutlichen Minuskeln (sanct anna hif uns selbdritt); rechts davon Joseph und Maria mit Christuskind; Maria Salome Zebedäus mit ihren Söhnen Johannes, Jacobus Major; links davon Joachim Alphäus und Maria Kleophas mit Jacobus Minor; Barnabas, Simon und Juda. | 50° 55′ 7,5″ N, 11° 28′ 36,9″ O                        |
|      | Dorfsulza                         | Jena, kath. Pfarrei St. Johannes Baptist | St. Johannes bis 1525 St. Wigbert         | kath. | Die Orgel wurde in der Werkstatt von Adam Eifert (Stadtilm) gebaut. Sie entstand 1886 als op. 53. „Dieselbe ist ein Meisterwerk von Eifert…, hat einen kräftigen vollen Ton, ist schön und solid gebaut und kostet, was auch nicht zu unterschätzen, nur 2000 Mark.“ (Gemeindevorstand) Im Turm hängt ein Dreiergeläut aus Eisenhartgussglocken der Firma Schilling & Lattermann (Apolda und Morgenröthe) aus dem Jahr 1955. Zwei der Glocken wurden 2011 stillgelegt. | 51° 5′ 14,2″ N, 11° 38′ 2,9″ O                         |
|      | Drößnitz (Blankenhain)            | Blankenhain II                           | Lorenzkirche                              | ev.   | Die Lorenzkirche wurde im Jahr 1534 unter Verwendung einer früheren Kapelle erbaut, den klassizistischer Innenraum erhielt sie nach einem Umbau im Jahr 1866. Ein Epitaph und ein Taufengel sind Relikte aus einer früheren barocken Kirche an gleicher Stelle. Ein romanisches Taufbecken stammt aus der Laurentiuswallfahrtskirche des ehemaligen Augustinerklosters Pfarrkeßlar. Das Pfarrhaus des früheren Kirchspiels, 1913 erbaut, wird derzeit zur Vermietung saniert. Die Orgel geht auf Wurzeln aus dem Jahr 1866 von Adolph Poppe aus Roda zurück. Im Turm läuten zwei Eisenhartgüsse der Firma Schilling & Lattermann (Apolda und Morgenröthe) aus dem Jahr 1921. | 50° 49′ 42,1″ N, 11° 25′ 6,6″ O                        |
|      | Eberstedt                         | Bad Sulza II                             | St. Margarete                             | ev.   | Das Kirchenschiff wurde von 1743 bis 1745 erbaut (lt. Inschrift an der Südseite). Der Turm gilt als älter (eine Bauphase von 1588 ist überliefert). Die Orgel stammt aus den Jahren 1743/45 von Johann Georg Molau (Großbrembach). Sie wurde 1766 gekauft. 1935 wurde sie von Gerhard Kirchner (Weimar) teilweise pneumatisiert und eine Registererweiterung unter Verwendung der alten Registerschilder vorgenommen. Im Turm läuten drei Eisenhartgussglocken der Firma Schilling & Lattermann (Apolda-Morgenröäthe). Eine kleine Glocke ist in der Turmlaterne sichtbar. | 51° 4′ 25,2″ N, 11° 34′ 45,1″ O                        |
|      | Eckolstädt (Bad Sulza)            | Dorndorf-Steudnitz                       | Dorfkirche Eckolstädt                     | ev.   | Hier findet man die Glocken nicht im Turm der Kirche, sondern im Glockenhaus auf dem Anger. Da man dem Verlust der Glocken durch Kirchenbrand oder Blitzeinschlag entgehen wollte, wurde dieses separate Haus gebaut. In ihm befinden sich drei Eisenhartgüsse der Firma Ulrich & Weule (Apolda & Bockenem) aus dem Jahr 1922. | 51° 2′ 8,2″ N, 11° 38′ 36,3″ O                         |
|      | Eichelborn (Mönchenholzhausen)    | Klettbach                                | St. Marien                                | ev.   | Die ursprünglich gotische Chorturmkirche (spitzbogige Sakramentsnische an der Nordseite) wurde 1756 in ein barockes Langhaus gewandelt. Die Innenausstattung von 1780 [u. a. ein Kanzelbau im Zopfstil des Rokoko] ist nicht mehr erhalten. In den 1950er/1960er Jahren verfiel die Kirche zunehmend. Es folgte in den 1970er Jahren der komplette Abriss des Langhauses. Die Kirche besteht jetzt nur aus dem alten Chorturm, der mit einem Spitzdach neu gedeckt wurde. Die Reste der alten Grundmauern des Langhauses sind außen noch sichtbar. Die Barocke Innenausstattung und die Orgel wurden komplett entfernt. Im Turm hängt die letzte vom Erfurter Glockengießer Nicolaus Jonas Sorber 1757 gegossene Glocke. Mit ihr vereint sich eine 1920 entstandene Eisenhartgussglocke der Firma Schilling & Lattermann (Apolda und Morgenröthe). | 51° 4′ 25,2″ N, 11° 34′ 45,1″ O                        |
|      | Ettersburg                        | Weimar I                                 | St. Justinus und St. Laurentius           | ev.   | Seit 1090 ist die Kirche als Chorherrenstift erwähnt. Es existiert ein Taufstein aus dem Jahr 1487. Um 1511 entstand das untere Geschosse des Turmes. 1520 wurde die Marmorkanzel eingefügt. Im Bauernkrieg 1525 wurde die Kirche weitgehend zerstört, ihre Steine wurden abgetragen. 1863–1865 wurde die Kirche von Carl Alexander (Großherzog von Sachsen-Weimar-Eisenach) und seiner Frau Sophie wieder aufgebaut und in neugotischem Stil umgestaltet. An frühere Zeiten erinnern eine Spitzbogen-Sitznische im Süden und ein Grabstein im Nordosten, beide aus dem 14. Jhd., der Taufstein von 1487, der aus Hopfgarten stammende Flügelaltar aus den 1480er Jahren, ein Grabstein im Südosten und die aus Weida stammende Kanzel, die letzten beiden aus dem 16. Jhd. Die Orgel befindet sich auf der ersten Empore. Sie wurde 1865 von Carl Friedrich & August Peternell (Seligenthal) gebaut. 2011 unterzog sie die Firma Hermann Eule Orgelbau (Bautzen) einer Generalsanierung. Sie gilt als ein besonders wertvolles Instrument aus der Zeit der Hochromantik. Im Turm verbinden sich eine Eisenhartgussglocke der Firma Schilling & Lattermann (Apolda und Morgenröthe) aus dem Jahr 1921 und eine Bronzeglocke der Firma Gebrüder Ulrich (Apolda) aus dem Jahr 1790 zum gemeinsamen Klang. | 51° 1′ 58,2″ N, 11° 16′ 26,8″ O                        |
|      | Flurstedt                         | Bad Sulza II                             | Dorfkirche Flurstedt                      | ev.   | Die kleine Saalkirche mit eingezogenem Chor und Westturm wurde im 18. Jh. erbaut. Die Ecken des Schiffes, des Chores und des Mansarddaches sind abgerundet. Der Unterbau des Turmes ist rechteckig mit achteckigem Oberbau von 1893 (Bez. auf der Wetterfahne). 1992 begann die umfassende Instandsetzung. Die Kirche weist eine dreiseitige, zweigeschossige Empore, ein Spiegelgewölbe und eine Westempore mit Loge auf. Im 19. Jh. wurde der Kanzelaltar in neubarocker Form erneuert. 1915 wurde eine vollkommene Sanierung des Kirchenschiffs abgeschlossen und die Kirche wieder geweiht. Im Kirchenbuch ist vermerkt, dass 1794 ein „neuer Kirchenbau mit einer neuen Orgel [von Ludwig Wilhelm Hähner (Arnstadt)] vollendet“ wurde. Aus dem Jahr 1992 existiert ein Brief über den Abbau der Orgel und eine dazugehörige Fotodokumentation von Orgelbau Schönefeld. Die Orgelteile wurden eingelagert und bis heute nicht wieder in die Kirche zurückgeführt. Im Turm läuten drei Eisenhartgussglocken der Firma Schilling & Lattermann (Apolda und Morgenröthe) aus dem Jahr 1919. | 51° 3′ 32,6″ N, 11° 33′ 31,1″ O                        |
|      | Frankendorf                       | Apolda II                                |                                           | ev.   | Aus statischen Gründen musste die Kirche in der Vergangenheit zurückgebaut werden. Sowohl der Turm als auch das Kirchenschiff büßten an Höhe ein. Der Gottesdienstraum befindet sich jetzt nicht mehr im Schiff, sondern im Fuß des Turmes. Er ist beheizbar, so dass auch im Winter Gottesdienste in der Kirche stattfinden können. Neben Kerzenhaltern, Taufgeräten, Kelch und Patene gehört der Klingelbeutel aus dem Jahre 1878 zu den originellsten Kunstgütern der Kirchgemeinde. Im Turm befindet sich eine Bronzeglocke des Gießers Carl Friedrich Ulrich (Apolda) aus dem Jahr 1841 mit dem Flankentext: „/MEINE TOENE RUFEN/ZU DES TEMPELS STUFEN/GEGOSSEN VON C. F. ULRICH/IN APOLDA 1841/“. | 50° 58′ 4,4″ N, 11° 27′ 1″ O                           |
|      | Gebstedt                          | Bad Sulza I                              | St. Johannis                              | ev.   | Die Kirche hat zwei Glocken. Die Kleinere wurde als Eisenhartguss 1959 von Schilling & Lattermann (Apolda-Morgenröthe) gegossen. Die größere ist eine aus dem Jahr 1731 stammende Bronzeglocke des Apoldaer Gießers Johann Christoph Rose mit mehreren Akanthusfriesen und dem Saxo-Wimaria – Wappen. | 51° 5′ 51,9″ N, 11° 29′ 47,3″ O                        |
|      | Goldbach                          | Niederroßla                              |                                           | ev.   | Im Turm läuten drei Eisenhartgüsse der Firma Schilling & Lattermann (Apolda-Morgenröthe) aus dem Jahr 1920. | 51° 5′ 51,9″ N, 11° 29′ 47,3″ O                        |
|      | Göttern                           | Magdala                                  | Dorfkirche Göttern                        | ev.   | Die Kirche stammt aus der 2. Hälfte des 13. Jh. Im 15. Jh. erfolgte ein Umbau von Langhaus und Sakristei. Nach mehrfachen Zerstörungen wurden 1742 und 1894 umfangreiche Renovierungen vorgenommen. Der Kanzelaltar ist aus der Mitte 18. Jh. 1992 etablierte sich hier der 1. Kirchenförderverein in Thüringen. In der Kirche befindet sich eine 14teilige Kreuzwegstation von Prof. Herbert Bohle. Die Orgel aus dem Jahr 1894 wurde von Adam Eifert (Stadtilm) als op. 82 gebaut. Antje Dietrich unterzog den Orgelprospekt 1996 einer kompletten Sanierung. 1999 wurde die Orgel wieder geweiht. Im Turm läuten zwei Eisenhartgussglocken der Firma Schilling & Lattermann (Apolda und Morgenröthe) Nr. 1928 und Nr. 1929 aus dem Jahr 1921 und eine unbezeichnete Bronzeglocke, die zwischen 1280 und 1320 gegossen wurde. Lyonel Feininger zeichnete die Kirche am 6. Juli 1923 in einer Naturnotiz. |                                                        |
|      | Großheringen                      | Bad Sulza I                              | Heilige Elisabeth                         | ev.   | Die einschiffige Kirche weist einen quadratischen Chorturm mit romanischen Fundamenten auf. [sie ist vor 1723 datiert] In der Südostecke befindet sich ein obeliskförmiges Grabmal. 1968 erfolgte eine umfassende Renovierung. Im Innern befinden sich eine dreiseitige zweigeschossige Empore, eine abgeflachte Holztonne, ein Kanzelaltar mit schlanken Säulen und Schnitzwerk sowie ein klassizistisches Taufgestell. Die Orgel wurde 1858 von Glaser (Saalfeld) gebaut, 1892 von Emil Heerwagen umgebaut und 2011–2014 von Oliver Lang repariert und neu gestimmt. Im Turm teilen sich zwei Eisenhartgussglocken der Firma Schilling & Lattermann (Apolda und Morgenröthe) aus dem Jahr 1956 den Platz mit einer Bronzeglocke von Franz Schilling Söhne (Apolda) aus dem Jahr 1930. | 51° 6′ 9,7″ N, 11° 39′ 50″ O                           |
|      | Groß-/Kleinlohma (Blankenhain)    | Blankenhain II                           | Dorfkirche Großlohma                      | ev.   | In Großlohma befinden sich zwei Bronzeglocken im Turm. Die Größere wurde 1966 in der Gießerei Franz Schilling Söhne (Apolda) gegossen. Die Kleinere aus dem Jahr 1831 entstand durch die Gebrüder Ulrich (Apolda). Auf ihrer Flanke ist zu lesen: „/ZU DIESER ZEIT/F. HILLE, PASTOR/C. RICKERT, CANTOR/I.E.SCHWARZE, SCHULTHEIS/I.F. TROEBER, GERICH[TS]SCHOEPPE/C.F. SCHALLER, GEMEINDEAELTESTER/“. In Kleinlohma befindet sich der Glockenturm auf dem Anger. Er trägt die 1483 im Geburtsjahr Luthers entstandene, unbezeichnete Bronzeglocke (aus dem Kloster Kleinlohma?). Heute heißt sie „Lutherglocke“. | 50° 52′ 55,1″ N, 11° 24′ 16,5″ O                       |
|      | Großobringen                      | Schöndorf – Großobringen                 | St. Peter und Paul                        | ev.   | Die spätmittelalterliche Dorfkirche stammt aus dem Jahr 1341. Sie setzt sich aus einem rechteckigen Langhaus mit polygonal geschlossenem Chor und Sakristeianbau an der Nordostecke sowie einem rechteckigen Westturm zusammen. Der Innenraum wurde 1934 grundlegend restauriert. Hierbei wurde der im Jahr 1855 eingebaute Kanzelaltar durch eine 1755 geschaffene Kanzel ersetzt, welche aus der Schlosskapelle in Schwarzburg stammt. In der Vorhalle der Kirche steht ein ursprünglich aus der Kirche in Wohlsborn stammender Flügelaltar. Eine Glocke des dreiteiligen Geläutes aus dem 14. Jahrhundert blieb erhalten. Der Kirchturm ist teilweise sanierungsbedürftig (2011). | 51° 1′ 55,7″ N, 11° 20′ 9,1″ O                         |
|      | Großromstedt (Bad Sulza)          | Apolda II                                | St. Michaelis                             | ev.   | Über die große Glocke aus dem Jahr 1655 von Johannes Berger aus Weimar ist die Sage überliefert, der Weimarer Herzog Ernst August habe die Großromstedter gezwungen, ihm diese Glocke für den Weimarer Schlossturm zu überlassen. Als sie jedoch mitten in der Nacht von selbst mit Läuten begonnen habe und dem Glöckner beim Läuten am Tage manchmal Unangenehmes zugestoßen sei, habe der Herzog sie nach Großromstedt zurückbringen lassen. | 50° 58′ 46″ N, 11° 29′ 39,6″ O                         |
|      | Großschwabhausen                  | Großschwabhausen – Isserstedt            | St. Margareta                             | ev.   | Im Turm befinden sich drei Glocken auf unterschiedlichen Läute-Ebenen. Im oberen Bereich findet man die 1767 von Johann Georg und Johann Gottfried Ulrich (Apolda) gegossene Bronzeglocke sowie eine aus dem Jahr 1925 stammende Eisenhartgussglocke der Firma Schilling & Lattermann (Apolda-Morgenröthe). Eine Ebene darunter befindet sich eine weitere Eisenhartgussglocke aus dem Jahr 1920. | 50° 56′ 11,8″ N, 11° 29′ 7,3″ O                        |
|      | Gutendorf (Bad Berka)             | Klettbach                                | St. Severin                               | ev.   | Sie war ursprünglich eine romanische Chorturmkirche aus dem 13. Jahrhundert. Reste von Rundbögen an Türen, Fenstern sind neben dem Altartisch vorhanden. Der gotische Sakramententisch und barocke Umbauten im späten 17. und frühen 18. Jahrhundert weisen auf die Übergangsepochen hin. Sehenswert ist der Kanzelaltar mit Engelsfiguren, Strahlensonne und einem Pelikan. Das hölzerne Taufgestell verweist mit seiner Darstellung auf die Taufe Jesu durch Johannes. Die Orgel stammt aus dem 18. Jahrhundert von einem unbekannten Meister. Sie ist fast im Originalzustand, aber leider stark verschmutzt und deshalb schwer bespielbar. Im Turm läutet eine 1926 in der Gießerei Franz Schilling Söhne (Apolda) entstandene Bronzeglocke mit der mahnenden Inschrift: „/EINTRACHT UND LIEBE/WURDEN OPFER DES WELTKRIEGS/1917/“. Und auch der Stifter wurde vermerkt: „/DER GEMEINDE GESTIFTET VON JAGDPAECHTER H.KOERNER, WEIMAR./“. | 50° 55′ 11,5″ N, 11° 12′ 41,4″ O                       |
|      | Haindorf (Krautheim)              | Buttelstedt                              | St. Marien                                | ev.   | Die Kirche datiert aus dem 17. Jahrhundert. Im Turm befinden sich zwei Bronzeglocken. Die Größere wurde 1928 in der Gießerei Franz Schilling Söhne (Apolda) mit der Gießernummer 10811 gegossen. Die Kleinere goss 1889 Franz Schilling in der Firma C.F. Ulrich (Apolda) mit der Gießernummer 694 od. 1971. [Glocke mit einem gleichlautenden Ortsnamen im Gießerverzeichnis vermerkt]. | 51° 5′ 18,7″ N, 11° 19′ 18,7″ O                        |
|      | Hammerstedt                       | Apolda II                                | Dorfkirche Hammerstedt                    | ev.   | Die Kirche wurde nach einem Brand 1784 im Jahr 1787 gebaut. Ein quadratischer Chor trägt den Turm. Die Kirche verfügt über eine Holztonne und einen rundbogigen Triumphbogen. Die Fenster- und Türöffnungen sind regelmäßig angelegt. Die einfache Kanzel stammt aus dem 18. Jh. Die nicht spielfähige Orgel befindet sich auf der 2. Empore. Sie stammt aus dem 18. Jh. und verweist auf 9 Zug-Register. Im Turm hängen drei Eisenhartgussglocken der Firma Schilling & Lattermann (Apolda/Morgenröthe) aus dem Jahr 1920. | 50° 57′ 13,2″ N, 11° 27′ 10,3″ O                       |
|      | Hayn (Mönchenholzhausen)          | Klettbach                                | St. Martin                                | ev.   | Die Kirche entstand nach einem Brand 1827. Vermutlich wurden Teile einer Vorgängerkirche genutzt. Die Holzdecke ist gewölbt. Die Fenster und Türen weisen schlichte Steinumrandungen und Schlusssteine auf. Der West-Dachreiter ist in der Basis vierseitig gestaltet, etwas höher wird er achtseitig und wird von einer Schweifkuppel bedeckt. Die Orgel steht auf der 1. Westempore. Ihr Erbauer ist unbekannt. Wahrscheinlich erfolgte der Einbau im 19. Jh. Sie verweist auf 10 Register und ist nur noch in Teilen vorhanden und damit nicht spielfähig. Im Turm läutet eine Eisenhartgussglocke der Firma Schilling & Lattermann (Apolda und Morgenröthe) aus dem Jahr 1920. | 50° 56′ 0,7″ N, 11° 9′ 43,3″ O                         |
|      | Heichelheim                       | Schöndorf – Großobringen                 | St. Bonifatius                            | ev.   | Die Kirche ist auf St. Bonifatius geweiht und liegt auf einer kleinen Anhöhe außerhalb des Ortes. Zwischen 1738 und 1742 wurde sie umfassend um- und ausgebaut. Aus dieser Zeit stammt unter anderem der Altar. 1764 wurden aus den bisherigen zwei Glocken ein neues dreiteiliges Geläut angefertigt. 1852 bekam die Kirche eine neue Orgel. Im Jahr 1890 zersprang die mittlere Glocke des Geläuts. Nach ihrem Umguß ertönte sie in ais, während die große Glocke in fis und die kleine in cis erklang. Heute existieren nur noch die große und die kleinste Glocke. Im darauf folgenden Jahr wurde der Innenraum renoviert. 1892 wurde die Kirche durch Blitzeinschlag stark beschädigt. Unter anderem musste der Turm komplett neu gebaut werden. Zwei Jahre später wurde die komplette Nordwand des Gebäudes saniert. Eine weitere Sanierung fand 1934 statt. Hierbei wurde unter anderem ein Rundbogen aus dem 12. Jahrhundert und ein Grabgewölbe neben dem Altar freigelegt. An der Kirchenwand, neben der Eingangstür, finden sich Erinnerungstafeln für die Gefallenen beider Weltkriege. | 51° 2′ 29,5″ N, 11° 18′ 54,8″ O                        |
|      | Hermstedt (Bad Sulza)             | Apolda III                               | St. Wigbertus                             | ev.   | Die „St. Wigbertus“-Kirche entstand 1641 auf Resten aus dem 14. Jh. 1848 erhielt sie einen Turm. Von 1992 bis 2006 erfolgten Bauarbeiten zur Generalsanierung; (z. B. Fassadenerneuerung / Erneuerung Bleiglasfenster und Tür) Im Turm befindet sich eine 1742 von Johann Christoph Rose (Apolda) gegossene Bronzeglocke sowie eine 1919 gefertigte Eisenhartgussglocke der Firma Schilling & Lattermann (Apolda-Morgenröthe). | 50° 59′ 37,3″ N, 11° 32′ 11,3″ O                       |
|      | Herressen (Apolda)                | Apolda II                                | Dorfkirche                                | ev.   | Die Orgel wurde im Jahr 1867 durch Adalbert Förtsch (Blankenhain) gebaut und durch Alexander Wilhelm Gottschalg abgenommen. „Das Material zu den genannten Werkchen war sehr gut, die Arbeit zeigte von Accuratesse und Routine, und die Intonation war vorzüglich gelungen: wir fanden Fülle, Würde, Weichheit und Anmuth in nicht gewöhnlichem Grade vereinigt, so dass die fragliche Orgel im Ganzen, wie in den einzelnen Stimmen sehr befriedigen muß.“ 1966 wurde sie durch Günter Bahr (Apolda) umdisponiert. Im Turm läuten zwei Bronzeglocken – die 1963 in der Gießerei Franz Schilling Söhne (Apolda) mit einem Hirschrelief von Horst Jährling gegossene und eine 1925 in der gleichen Gießerei mit der Gießernummer 8841 entstandene Glocke. | 50° 59′ 58,6″ N, 11° 26′ 40,2″ O                       |
|      | Hetschburg                        | Bad Berka                                | St. Martin                                | ev.   | Die Saalkirche mit Mansarddach und westl. Dachreiter stammt aus dem 15. Jh., was in der Sakramentsnische zu sehen ist. Zwischen 1700 und 1730 erfolgte ein barocker Neubau. 1958 wurde die südliche Empore entfernt. 1962 und 1964 erfolgten umfassende Ausmalungs- und Renovierungsarbeiten. Die Kirche kann auf bleiverglaste Fenster, eine korbbogenförmige Holzdecke sowie auf einen Kanzelaltar aus dem 17. Jh. verweisen. Nord- und Westempore sind erhalten. Die Orgel wurde 1779 von Joh. Friedrich Hartung (Schloßvippach) gebaut. 2007 erfolgte durch Rösel & Hercher (Saalfeld) eine Generalsanierung mit Neuaufbau. Im Turm befindet sich eine 1915 in der Gießerei Franz Schilling Söhne (Apolda) entstandene Bronzeglocke mit einem starken Kordelfries. | 50° 54′ 44,3″ N, 11° 18′ 1″ O                          |
|      | Hochdorf (Blankenhain)            | Blankenhain I                            | St. Udalricus                             | ev.   | Die beim Brand von 1800 vernichtete Kirche ist noch in Resten des Ostturmes zu erkennen. Die heutige, 1801 errichtete Kirche zeigt im Wesentlichen einen neugotischen Stil. Der Turm endet in einer barocken Haube, die auf einem achtseitigen Glockengeschoss aufsitzt. Dieser Turmabschluss könnte von 1740 stammen und den Brand von 1800 überstanden haben. Auf dem Friedhof, der die Kirche umgibt, finden sich teilweise stark beschädigte und verwitterte Grabsteine aus dem 17. Jahrhundert. | 50° 49′ 35,6″ N, 11° 19′ 19,8″ O                       |
|      | Hohenfelden                       | Kranichfeld                              | St. Burkhard                              | ev.   | Im Turm hängen drei Bronzeglocken der Gießerei Franz Schilling Söhne (Apolda) aus den Jahren 1930 und 1968. Eine weitere Glocke findet man vor der Kirche im Glockenhaus auf dem Anger. Dort läutet eine Bronzeglocke aus dem Jahr 1933 der gleichen Gießerei. Dieses Glockenhaus findet sich auch auf dem Amtsstempel der Gemeinde Hohenfelden. | 50° 52′ 45,4″ N, 11° 9′ 36,6″ O                        |
|      | Hohlstedt                         | Großschwabhausen – Isserstedt            | Dorfkirche Hohlstedt                      | ev.   | Die Kirche kann auf eine bedeutende Bronzeglocke des 14. (Lehfeld) oder 15. Jahrhunderts (Heinzel) verweisen. Auf ihrer Flanke trägt sie ein Relief, das die Darstellung des stehenden Heiligen Martins zeigt, der für den vor ihm knienden Bettler seinen Mantel mit dem Schwert zerteilt. Der Bettler kniet auf „Ritschen“, da er keine Füße hat und weist im Brustbereich ein Leprageschwür auf. | 50° 57′ 32,2″ N, 11° 28′ 44,2″ O                       |
|      | Hopfgarten                        | Niederzimmern                            | Dorfkirche Hopfgarten                     | ev.   | Die Gemeinde verfügt über eine der schönsten und größten Orgel von Johann Friedrich Schulze (Paulinzella) aus dem Jahr 1834. Johann Gottlob Töpfer schrieb bei seiner Orgelabnahme: „Zum Allgemeinen bemerkten die Herren Revisoren, daß das Orgelwerk in allen seinen Theilen tüchtig und meisterhaft hergestellt sey, sowohl hinsichtlich des Materials, als auch der Intonation.“ 2004 erfolgte eine Generalsanierung durch die Firma Rösel & Hercher (Saalfeld). Das zweite Instrument steht seit 2003 in der Winterkirche. Es stammt wahrscheinlich aus der Werkstatt von Rohlfing (Osnabrück) aus dem Jahr 1854. Im Turm läuten seit 2020 drei Bronzeglocken der Gießerei Grassmayr aus Innsbruck mit wunderschönen Ritzzeichnungen (Entwurf: Fanja Bachmann-Godejohann). | 50° 59′ 10,7″ N, 11° 13′ 9,9″ O                        |
|      | Hottelstedt (Berlstedt)           | Ramsla                                   | Dorfkirche Hottelstedt                    | ev.   | Kirche mit Kirchhof: Die spätgotische Kirche mit ihrem fast quadratischen Westturm stammt aus dem 16. Jahrhundert. Von der Anfangsausstattung ist noch eine Predella des ersten Altars vorhanden. Der jetzige Altar hingegen stammt aus dem 18. Jahrhundert. Die Kirche besitzt ein dreiteiliges Geläute. Eine Glocke hieraus wurde 1695 vom Erfurter Glockengießer Hans Christoph Geyer gegossen. | 51° 2′ 10,6″ N, 11° 13′ 41,8″ O                        |
|      | Isseroda                          | Niederzimmern                            | St. Pankratius                            | ev.   | Gotische Kirche, die im Barock umgebaut wurde und heute sowohl als Kirche wie auch als Kulturkirche genutzt wird. Hier befindet sich das ehemalige Tischglöckchen des Petersklosters aus Erfurt. Diese 1767 von George Christoph Sorber aus Erfurt gegossene Bronzeglocke (heute außen am Turm als Uhrglocke) ist eine der beiden letzten noch vorhandene Glocken des Geläutes des Petersbergklosters. | 50° 57′ 27,5″ N, 11° 13′ 17,3″ O                       |
|      | Kapellendorf                      | Apolda II                                | St. Maria und Bartholomäus (Kapellendorf) | ev.   | Kapellendorf verfügt über eine der ältesten bekannten Kirchen Thüringens. Eine erste Kirche hat an dieser Stelle bereits in der Zeit um 800 bestanden, nach ihr wurde der Ort benannt. Schon in früher Zeit kam die Kirche durch Schenkung an das Reichskloster Fulda. Im 12. Jahrhundert war die Pfarrkirche Lehensbesitz der Burggrafen von Kirchberg, die hier im Jahre 1235 ein Zisterzienserinnenkloster gründeten. Seit 1527, nach Aufhebung des Klosters im Zuge der Reformation, dient das Kapellendorfer Gotteshaus wieder allein als Gemeindepfarrkirche. Zahlreiche erhaltene Grabdenkmäler im Inneren zeugen von ihrer großen Bedeutung als Begräbnis- und Gedächtnisort in Spätmittelalter und früher Neuzeit. Zwischen 1977 und 1988 wurde die gesamte Kirche im Inneren einer weitgehenden Rekonstruktion und Umgestaltung unterzogen. Anbauten und Vermauerungen aus dem 16. Jahrhundert an der Südseite wurden beseitigt und die Arkaden zu einem früher bestehenden Seitenschiff geöffnet und durch Fenster verglast. Alle Emporen bis auf die Orgelempore wurden entfernt, ebenso ein Kanzelaltar aus dem 18. Jahrhundert. Der gut erhaltene Kanzelkorb aus dem 16. Jahrhundert dient heute als Lesepult. Im Chorraum wurden Wandnischen freigelegt, die durch den Künstler Eberhard Heiland (†) ausgemalt wurden: mit einem Taufbild (Philippus tauft den Kämmerer), einem Abendmahlsbild (Abendessen in Emmaus) und einem Totengedenken (Christus der Weltenrichter). Die gesamte Ausmalung und Ausgestaltung stand unter der Leitung des Weimarer Malers Horst Jährling. Heute gehört die Kirche zum Kirchspiel Kapellendorf. | 50° 58′ 28,2″ N, 11° 28′ 8,1″ O                        |
|      | Keßlar (Blankenhain)              | Blankenhain II                           | Annenkirche                               | ev.   | Eine Dorfkirche bestand in Keßlar schon vor der Reformation. Sie war Filial der alleinstehenden Pfarrkirche Pfarrkeßlar bei Drößnitz, wo seit 1578 ein Lehrer nachweisbar ist. Der Turm dieser Pfarre wurde 1067 erbaut. Einen eigenen Pfarrer hatte der Ort erst ab 1535. Die Kirche wurde nach einem großen Brand, der den ganzen Ort einäscherte, in den Jahren 1725 bis 1728 neu errichtet. | 50° 50′ 19,2″ N, 11° 25′ 6,6″ O                        |
|      | Kiliansroda                       | Buchfart – Legefeld                      | Dorfkirche Kiliansroda                    | ev.   | Kirche aus der zweiten Hälfte des 10. Jahrhunderts mit Kirchhof. In ihrem Turm hängen zwei Bronzeglocken. Die Größere wurde 1990 durch die Rincker Glocken- und Kunstgießerei (Sinn bei Wetzlar) gegossen. Die Kleinere entstand 1927 mit der Gießnummer 10405 in der Gießerei Franz Schilling Söhne (Apolda). | 50° 54′ 53,4″ N, 11° 22′ 15,9″ O                       |
|      | Kleinlohma (Blankenhain)          | Blankenhain II                           |                                           | ev.   | Im Jahre 1905 wurde die Kirche von Kleinlohma abgerissen, nachdem sie schon seit Ende des 18. Jahrhunderts nur noch als Gemeindehaus genutzt worden war. Erhalten blieb aber eine Glocke mit der Inschrift: „1483 Maria“. Im Volksmund heißt die Glocke aufgrund dieser Jahreszahl „Lutherglocke“. Man hat der Glocke 1912 ein Türmchen gebaut, das auch heute noch den Dorfplatz schmückt. | 50° 52′ 41,3″ N, 11° 24′ 22,7″ O                       |
|      | Kleinobringen                     | Schöndorf – Großobringen                 | St. Michaelis                             | ev.   | Hier findet man eine aus dem Jahr 1925 stammende Bronzeglocke der Gießerei Gebrüder Ulrich / Heinrich Ulrich GmbH (Apolda) mit dem Text: „ICH MAHNE EUCH AN CHRISTI WORT,/ICH ERINNRE EUCH AN DEN VÖLKERMORD,/ICH ERINNRE EUCH AN DIE EISERNE ZEIT,/ICH MAHNE EUCH AN DIE EWIGKEIT./“ | 51° 1′ 56,6″ N, 11° 30′ 42,6″ O                        |
|      | Kleinromstedt (Bad Sulza)         | Apolda II                                | Dorfkirche Kleinromstedt                  | ev.   | Die einschiffige Kirche ist in Teilen romanisch [im Süden Rundbogenpforte]. Sie weist einen eingezogenen Chorturm auf. 1626 und 1726 erfolgten starke Umgestaltungen. 1856 wurde eine spitze Turmhaube aufgesetzt. Im Süden befinden sich Maßwerkfenster. 1726 wurde die dreiseitige zweigeschossige Empore, eine Holztonne, ein Kanzelaltar mit geschnitzten Ranken gestaltet. Bei dem Einsturz 1856 blieben zwei Masken als Gewölbekonsolen des Chorgewölbes erhalten. Die Sakramentsnische weist eine gemalte Fialenrahmung auf. Heiligenfiguren aus dem 18. Jh. Ergänzen die Innenausstattung. Die Orgel stammt wahrscheinlich aus der zweiten Hälfte des 18. Jh. [1826 wurde sie als vorhanden gelistet.] 2006–2010 wurde sie durch Orgelbau Schönefeld einer Generalreparatur unterzogen und wieder geweiht. Im Turm läuten drei Eisenhartgussglocken der Firma Schilling & Lattermann (Apolda und Morgenröthe) aus dem Jahr 1919. Eine vierte Bronzeglocke von Hieronymus Moering[k] (Erfurt) aus dem Jahr 1616 wurde 2001 zur 1125-Jahr-Feier wieder im Schulturm aufgehängt. Sie war viele Jahre als Feierabendglocke im Kirchturm tätig und läutete als Zeichen für die Heimkehr vom Feld. | 50° 59′ 7,7″ N, 11° 30′ 42,6″ O                        |
|      | Kleinschwabhausen                 | Großschwabhausen – Isserstedt            | Dorfkirche Kleinschwabhausen              | ev.   | Im Turm befindet sich eine der wenigen noch erhaltenen Glocken von Hans Heinrich Rausch (Erfurt). Sie wurde 1675 gegossen und befindet sich seit ca. 1925 in Kleinschwabhausen. Sie hat an der Schulter zwei Friese aus geflügelten Engelsköpfen mit reichem Pflanzenwerk. Der Flankentext wurde in ein rechteckig gestaltetes Palmettenarrangement gesetzt. Die zweite Glocke wurde 1925 in der Gießerei Franz Schilling Söhne (Apolda) mit der Gießernummer 8740 gegossen. | 50° 55′ 49,7″ N, 11° 27′ 38,9″ O                       |
|      | Klettbach                         | Klettbach                                | St. Trinitatis                            | ev.   | Die gotische Chorturmkirche wurde 1721 barockisiert. Die aus dem Jahr 1725 stammende Kanzel wurde 1901 übermalt. Die Kirche verfügt über eine umlaufende Doppelempore mit Bemalung in Rankenform und einen überbauten Eingang. Im 18. Jh. wurde eine hölzerne Tonne und ein hölzerner „Taufstein“ gestaltet. 1901 wurde ein Fliesenboden eingefügt und eine Ausmalung des Kircheninnern vorgenommen. Die 1725 gebaute Schröter-Orgel weist einen siebentürmigen Orgelprospekt mit 2 Engeln mit Posaune und einem David mit Harfe auf. Über die Tastatur kann ein originelles Glockenspiel betätigt werden. 1993 erfolgte eine Sanierung. Im Turm läuten zwei Eisenhartgussglocken der Firma Schilling & Lattermann (Apolda) aus dem Jahr 1956 sowie eine Bronzeglocke von Christian Stoermer (Erfurt) aus dem Jahr 1921. Eine der beiden Uhrglocken wurde 1596 von Melchior Möhring[k] (Erfurt) gegossen. | 50° 54′ 47,5″ N, 11° 9′ 1,4″ O                         |
|      | Ködderitzsch                      | Bad Sulza I                              | Dorfkirche Ködderitzsch                   | ev.   | Die Pfarrkirche aus dem 17. Jahrhundert wurde zwischen 1604 und 1629 errichtet. Der schiefergedeckte Turm ist viereckig angelegt, trägt einen Spitzturm mit Saumdach sowie eine Turmuhr. Das Kirchenschiff besitzt ein Rundbogenportal und zwei Viereckfenster. Auf dem Kirchhof stehen prägende Bäume. Die erste Orgel der Kirche aus dem Jahr 1749 schuf ein unbekannter Meister. Sie wurde im 19. Jh. von den Gebr. Peternell (Seligenthal) umgebaut. Im Turm läuten zwei Eisenhartgussglocken der Firma Ulrich & Weule (Apolda & Bockenem) aus den Jahren 1921 und 1922. | 51° 5′ 11,1″ N, 11° 30′ 27,9″ O                        |
|      | Kösnitz (Bad Sulza)               | Apolda III                               | Dorfkirche Kösnitz                        | ev.   | Die hohe Saalkirche wurde 1715 nach einem Kirchenbrand unter Verwendung mittelalterlicher Bauteile [Spitzbogenfenster] errichtet. Sie verfügt über einen Turm mit achteckigem Aufsatz und beschieferter Kuppel. Im Innern finden sich eine dreiseitige Empore, der Altar aus dem 18. Jh. sowie eon hölzernes Spiegelgewölbe. Die Orgel wurde 1814/18 von Johann Christian Adam Gerhard (Dorndorf) gebaut und 2005 von Hans-Jürgen Vogel (Thale) einer Generalreinigung unterzogen. Im Turm läuten eine Bronzeglocke der Gebrüder Ulrich (Apolda) aus dem Jahr 1803 und eine Bronzeglocke von Franz Schilling Söhne (Apolda) aus dem Jahr 1926 in trauter Eintracht. | 51° 0′ 52,1″ N, 11° 35′ 47,8″ O                        |
|      | Kötschau (Großschwabhausen)       | Großschwabhausen – Isserstedt            | Dorfkirche Kötschau                       | ev.   | Im Turm läutet eine 1884 von Franz Schilling in der Firma C.F. Ulrich (Apolda) gegossene Bronzeglocke mit der Inschrift: „/ER HALT UNS HERR DEIN HEILIG WORT/“. | 50° 57′ 43,9″ N, 11° 29′ 6,6″ O                        |
|      | Krakendorf (Blankenhain)          | Blankenhain I                            | Dorfkirche Krakendorf                     | ev.   | Mitten im Dorf, am Anger, ein wenig am Hang gebaut, steht die Kirche des Dorfes. Ihre Geschichte reicht nach ihren ältesten Teilen bis in das 15. Jahrhundert zurück. Die Kirche war Filiale von Lengefeld, seit 1833 von Thangelstedt, heute von Hochdorf. Die ältesten Teile der Kirche weisen auf eine gotische Ostturmanlage hin. An der Westseite ist eine Tafel mit der Inschrift „Abel 1593“ eingemauert. | 50° 50′ 19,7″ N, 11° 18′ 15,5″ O                       |
|      | Kranichfeld                       | Kranichfeld                              | St. Michaelis                             | ev.   | 1496–1499 erfolgte der Bau einer werksteinsichtigen Saalkirche. 1702–1704 wurde diese barock verändert. 1889/90 wurde sie regotisiert und die Westfassade erneuert. 1976/77 wurde umfassend renoviert. Die Kirche verfügt über einen rechteckigen Saal, einen dreiseitig geschlossenen Chor sowie einen Turm mit Haube aus dem Jahr 1890. Der Chor weist ein Sterngewölbe auf, der Saal wird von einer Holztonne überwölbt. Die Westempore ist zweigeschossig, die Kanzel neugotisch. Das Altarbild entstand 1655. Der Taufstein ist aus dem 16. Jh. Es gibt fünf gemalte Wappentafeln und einen Grabstein aus dem Jahr 1570. Über der Eingangstür ist ein Glasbild mit dem Porträt Martin Luthers eingefügt. Für die Orgel von Johann Francke (Buttelstedt) – „…achtfüßiges Werk von zweyen Clavieren, hat 22 Register mit Inbegriff des Tremulants und Cymbel-Rades…“ (Orgelgutachten) – wurde 1735/38 eine Extraempore errichtet. 1889/90 wird ein Neubau von den Gebr. Poppe (Roda) vermutet. 1934/35 erfolgte durch Gerhard Kirchner (Weimar) im Auftrag der Firma Wilhelm Sauer (Frankfurt/Oder) – Inh. Dr. phil. n.a. Oscar Walcker – ein pneumatisierender Umbau. Die Pneumatik ist verbraucht und die Orgel fast unspielbar. Hinter dem Freipfeifenprospekt ist eine wunderschöne Lutherrose als Glasfenster sichtbar. Im Turm findet man eine bedeutende Bronzeglocke aus dem Jahr 1520 von Heinrich C(Z)ieg(e)ler (Erfurt), die beide Ablieferungen der Weltkriege durch besonderen Einsatz der Läuter überstanden hat. Sie wird ergänzt durch zwei Eisenhartgussglocken der Firma Schilling & Lattermann (Apolda und Morgenröthe) aus dem Jahr 1921. | 50° 51′ 6,5″ N, 11° 12′ 14,3″ O                        |
|      | Krautheim                         | Buttelstedt                              | St. Mauritius                             | ev.   | Die Ersterwähnung der Kirche St. Mauritius erfolgte 1140. Die zugehörige Pfarrei ist erstmals 1280 nachweisbar. Für das 14. Jahrhundert lässt sich anhand von Ablassbriefen aus den Jahren 1322, 1327 und 1379 die Bedeutung der Kirche als Wallfahrtsort nachweisen. 1742 wurde das Gebäude im Stile des Barock umgebaut, wobei unter anderem die Fenster vergrößert und die Emporenzugänge überdacht wurden. Eine Glocke von Hans Jacob König[k] aus Erfurt ist auf 1629 datiert, die Orgel stammt aus dem Jahr 1764. | 51° 5′ 17,7″ N, 11° 18′ 31,9″ O                        |
|      | Kromsdorf                         | Weimar III                               | Dorfkirche Kromsdorf                      | ev.   | In der Kirche befindet sich ein Schnitzaltar, wahrscheinlich aus der Thüringer Werkstatt, der um das Jahr 1500 gefertigt wurde. Auf dem Mittelteil des Flügelaltars befinden sich Maria mit dem Jesuskind auf dem Arm, Katharina und Barbara. An den Flügelseiten rechts und links sind die zwölf Apostel dargestellt. Das Besondere an diesem Altar ist u. a., dass Jesus eine Korallenkette um den Hals trägt, was nach mittelalterlichem Verständnis bedeutet, dass die Kette vor Krankheit schützt. Die Orgel stammt aus dem Jahr 1885 von Friedrich Wilhelm Böttcher (Sömmerda), was eine Inschrift in der größten Pfeife belegt. Im Turm läutet eine Eisenhartgussglocke aus dem Jahr 1922. | 51° 0′ 2,7″ N, 11° 22′ 12,7″ O                         |
|      | Lachstedt                         | Dorndorf-Steudnitz                       | Dorfkirche Lachstedt                      | ev.   | Im Turm läutet eine unbezeichnete Bronzeglocke aus dem 15. Jh. mit der Inschrift: „/hilf got ma ria xix. [i = Jesus]/“ | 51° 0′ 2,7″ N, 11° 22′ 12,7″ O                         |
|      | Lehnstedt                         | Mellingen – Umpferstedt                  | Magdalenenkirche                          | ev.   | Die ältesten Teile der Chorturmkirche können in das 12. Jahrhundert datiert werden. Sie weist eine Dreiteilung auf. Im Obergeschoss des romanischen Turmes sind Doppelfenster mit Mittelsäule zu sehen. Schmale Spitzbogenfenster gestalten den bündigen Choranbau sowie den Mittelbau. Das breite Langhaus hat große barocke Flachbogenfenster. Hochauf ragt über dem Mittelbau die Doppelhaube. In den Chor fällt durch hauptsächlich rotes Fensterglas warmes Licht. Ein Steinaltar ersetzte den früheren Kanzelbaum. Taufbecken und Lesepult sind modern gestaltet. Die Flachdecke im Chor hat kräftige Farben erhalten. Die Ausstattung erhielt die Kirche vor allem in den Jahren 1798 bis 1802. Peter Richter (Pfarrer) ist auf einem Ölbild von 1613 zu sehen. Auch die Bachs, Verwandte Johann Sebastians, versahen über mehrere Generationen das geistliche Amt in Lehnstedt. Die Kirche wurde von 1980 bis 1982 aufwändig renoviert. Im Turm hängt eine der ältesten Glocken des Kreises Weimarer Land. Die ca. 1465 unbezeichnete Bronzeglocke wird von einer 1901 von den Gebrüdern Ulrich (Apolda) gegossenen Glocke begleitet. | 50° 56′ 21,3″ N, 11° 26′ 25,4″ O                       |
|      | Lengefeld (Blankenhain)           | Blankenhain II                           | Dorfkirche Lengefeld                      | ev.   | Eine Pfarrei wurde 1314 erstmals genannt. Die Kirche wurde im 13. oder 14. Jahrhundert als frühgotische Chorturmkirche errichtet. 1764 Neubau, der von dem Altbau im Wesentlichen nur ein doppeltes Lanzettfensterchen an der Ostseite des Erdgeschosses und eine spitzbogige Sakramentsnische an der Chornordseite übrig ließ. Der eingezogene Chorturm mit strebepfeileartigen Stützen auf der Nord- und Südseite erhielt 1764 Achteckhaube und Laterne. Das Baujahr wird an der Wetterfahne des Turmes und am Schlussstein des Triumphbogens im Kircheninneren angegeben. Sie wurde 1833 eingezogen, seitdem war die Kirche zunächst Filiale von Blankenhain, seit 1871 von Hochdorf. | 50° 49′ 43,3″ N, 11° 20′ 43,5″ O                       |
|      | Leutenthal                        | Buttelstedt                              | St. Vitus                                 | ev.   | Die Dorfkirche mit einem bemalten Holztonnengewölbe stammt aus dem 15. Jahrhundert und wurde im ersten Viertel des 18. Jahrhunderts umgebaut. 1993 wurde die Kirche neu eingedeckt. Im Turm läuten zwei Bronzeglocken. Die größere wurde 2020 von der Rudolf Perner GmbH & Co. KG (Passau) gegossen und 2021 in den Turm eingehoben. Die zweite entstand 1825 von der Hand Christian August Mayers (Rudolstadt). | 51° 3′ 17,8″ N, 11° 22′ 18,1″ O                        |
|      | Liebstedt                         | Niederroßla                              | St. Laurentius                            | ev.   | Der Grundstein für die heutige Kirche wurde 1742 gelegt, da die alte Kirche im Dreißigjährigen Krieg stark zerstört wurde. Erst 1768 wurde das neue Kirchenschiff notdürftig fertiggestellt. Der Turm fehlte noch immer. Nach 200 Jahren wurde die Kirche vollendet (1938) und der Turm wurde 1939 mit drei Glocken der Glockengießerei C.F. Ulrich (Gießer Franz Schilling) aus Apolda bestückt. Die zwei großen Glocken wurden im Zweiten Weltkrieg (1941) eingeschmolzen. Es hat eine Glocke von 1887 überlebt. Die Ordenspriester lebten zuerst in der Komturei (Ordensburg). Die Inschrift im Torbogen des heutigen Pfarrhauses gibt die Jahreszahl 1590 an. Durch zahlreiche große Brände in Liebstedt wurde die Pfarrei mehrfach zerstört. Das heutige Pfarrhaus entstand nach dem letzten Brand 1820. | 51° 2′ 47,4″ N, 11° 24′ 38,7″ O                        |
|      | Lotschen (Blankenhain)            | Blankenhain II                           | Dorfkirche Lotschen                       | ev.   | Hier findet man eine der ältesten Glocken im Kreis Weimarer Land. Es handelt sich um die 1506 von Hans Obentbrot gegossene Bronzeglocke, die zwischen je einem doppelten Reifen in Majuskeln die Worte „/ANNO D[OMI]NI 1506 IAR/“ aufweist. | 50° 50′ 27,8″ N, 11° 24′ 12,1″ O                       |
|      | Magdala                           | Magdala                                  | St. Johannis                              | ev.   | Etwas abseits des Markts auf einem Hügel am Stadtrand steht die evangelische Stadtkirche St. Johannis, eine gotische Hallenkirche mit barocker, für Thüringen typischer Turmhaube. | 50° 54′ 26″ N, 11° 26′ 37,2″ O                         |
|      | Maina                             | Magdala                                  | Dorfkirche Maina                          | ev.   | Die Kirche ist ein Filial der Kirche Magdala. Sie ist ein bescheidener Rechteckbau mit Holztonne und rechteckigen Fenstern. In der Rundbogentür sind noch Profile des 16. Jh. erkennbar. Der viereckige Dachreiter verfügt über Schweifkuppel und Helm. Die Orgel baute 1884 Adam Eifert (Stadtilm) als sein op. 43. Die Orgelabnahme erfolgte durch Hoforganist Alexander Wilhelm Gottschalg (Weimar). Im Turm läutet eine Bronzeglocke der Gebrüder Ulrich (Apolda) aus dem Jahr 1902, die im 2. Weltkrieg nach Ilsenburg abgeliefert wurde (11-23-151 B), aber zurückkehren durfte. |                                                        |
|      | Mattstedt                         | Niederroßla                              | Marienkirche                              | ev.   | Glockenturm 2006 restauriert – seit 1636 drei Glocken. 2006 wurde das Geläut durch die Bronzeglocke der Gießerei Rudolf Perner GmbH & Co KG (Passau), die sogenannte „Marienglocke“ ergänzt, historischer Altar, Orgel (um 1800), Fresken, Pfarrhaus von 1666 | 51° 3′ 15,8″ N, 11° 30′ 12,1″ O                        |
|      | Mechelroda                        | Buchfart – Legefeld                      | Dorfkirche Mechelroda                     | ev.   | Ein Taufsteinrest verweist auf das 15. Jh. 1707 erfolgte der Umbau der älteren Kirche. Der Kanzelaltar im Westen stammt aus dem 18. Jh. 1888 wurde die Kirche ausgemalt. Sie verfügt über eine umlaufende Doppelempore und eine komplette Tonnendecke. 1963 erfolgte eine weitere Ausmalung: Der Dachstuhl wurde 1997 erneuert. An der Außenwand befindet sich eine Gedenkplatte für Alexander Wilhelm Gottschalg, Liszts legendarischen Kantor, der in Mechelroda am 14.02.1827geboren und in der Kirche getauft wurde. Die Orgel wurde 1834 von den Gebr. Witzmann (Kleinrudestedt) gebaut. Im Turm läutet eine 1852 von Carl Friedrich Ulrich (Apolda) gegossene Bronzeglocke. | 50° 54′ 42,7″ N, 11° 22′ 40″ O                         |
|      | Meckfeld (Blankenhain)            | Blankenhain II                           | St. Martin                                | ev.   | Im Turm befindet sich eine 1760 von Johann Georg Ulrich (Apolda) gegossene reichverzierte Bronzeglocke mit dem Relief des Gekreuzigten. | 50° 51′ 6,2″ N, 11° 26′ 12,9″ O                        |
|      | Meckfeld (Bad Berka)              | Klettbach                                | St. Martin                                | ev.   | Im Turm hängt eine der wenigen Bronzeglocken von Benjamin Sorge (Erfurt). Sie wurde 1845 mit einem Fries aus in dreiseitigen Astbegrenzungen befindlichen Engelsköpfen und stilisierten Kugelrosetten gegossen. | 50° 54′ 58,3″ N, 11° 11′ 22,1″ O                       |
|      | Mellingen                         | Mellingen                                | St. Georg                                 | ev.   | 1667/69 erfolgte nach Schäden aus dem Dreißigjährigen Krieg der Bau einer Saalkirche mit Westturm. Diese wurde 1724/30 barockisiert und 1750/52 Innen ausgemalt. Der Kanzelaltar stammt aus dem Jahr 1750. Die Kirche verfügt über eine Holztonne und eine zweigeschossige Empore. Die Bleiverglasung der Fenster wurde von Birr (Berlin) vorgenommen. 1960/66 erfolgte eine umfassende Restaurierung und 2006 eine Dachsanierung. Der Maler Lyonel Feininger war von der Kirche überaus beeindruckt. Sie findet sich in seinem Schafen u. a.: 26. April 1911 Naturnotiz; 1912 Radierung; 1913 zwei Naturnotizen; 1915 Öl; 1917 Kohle; 1919 Holzschnitt; 1920 Zwei Ölgemälde; 1955 Aquarell und Tusche; 1955 Kohle. Die Orgel wurde 1807 von Johann Benjamin Witzmann (Stadtilm) gebaut und gilt als eine der ersten Orgeln dieser Werkstatt (er stiftete zur Orgelweihe auch den Taufstein). 1997/99 erfolgt durch Karl-Heinz Schönefeld (Stadtilm) eine Generalreparatur und der Einbau eines neuen Spieltischs. Im Turm läuten zwei Bronzeglocken der Firma Franz Schilling Söhne (Apolda) aus dem Jahr 1921 sowie eine Bronzeglocke der Firma Glocken- und Kunstgießerei Metz (Karlsruhe) aus dem Jahr 1990, welche die Bronzeglocke aus dem Jahr 1721 von Johann Christian Rose (Oßmannstedt) ersetzt, die mit Riss im Kirchenschiff steht. | 50° 56′ 33,3″ N, 11° 23′ 42,4″ O                       |
|      | Mönchenholzhausen                 | Vieselbach                               | St. Peter und Paul                        | ev.   | Die Orgel geht vermutlich auf Peter Herold aus Apolda zurück und stammt aus dem Jahr 1700. 1844 baute August Witzmann mit dem material der Vorgängerorgel ein neues Instrument, dessen drei Gutachten aus den Jahren 1972, 1977 und 1992 jeweils eine andere Registrierung vermerken. | 50° 58′ 8,8″ N, 11° 9′ 12,8″ O                         |
|      | Münchengosserstädt (Bad Sulza)    | Dorndorf-Steudnitz                       | Dorfkirche Münchengosserstädt             | ev.   | Bereits im Jahre 1219 wird die Dorfkirche genannt. Im Turm hängt eine 1787 gegossene Bronzeglocke der Gebrüder Ulrich (Apolda) mit einem Fries aus hängenden Akanthuspalmetten. | 51° 1′ 50,3″ N, 11° 35′ 57,6″ O                        |
|      | Nauendorf                         | Kranichfeld                              | St. Burkhard (Nauendorf)                  | ev.   | Die Orgel ist schwer zuzuordnen. Der Prospekt stammt aus dem 18. Jh. Im 19. Jh. ist ein Karl Ludolff aus Klettbach als Orgelbauer vermerkt. Walcker & Cie bauten 1932 neue Pfeifen ein. Bemerkenswert sind die großen Porzellanmanubrien. | 50° 53′ 34,7″ N, 11° 10′ 42,6″ O                       |
|      | Neckeroda (Blankenhain)           | Blankenhain II                           | Dorfkirche Neckeroda                      | ev.   | Die Dorfkirche trägt auf ihrem Turm eine Wetterfahne aus dem Jahr 1606 und könnte an einen verspäteten gotischen Turmbau erinnern. Das Gotteshaus hat aber einen romanischen Kern. Das genaue Erbauungsjahr der Kirche ist nicht bekannt, ein Sachverständiger datiert jedoch die typische Helmspitzbauart auf etwa 1250. An der Ostseite der Kircht eine romanische Apsis mit einer steinernen Halbkuppel, vermutlich der älteste Teil der Kirche. Sie wurde mehrfach umgebaut und wahrscheinlich um 1600 erhöht. Der barocke Kanzelbau wurde Ende des 19. Jahrhunderts bemalt und 1998/99 restauriert. Die Orgel auf der zweiten Empore wurde 1870 von Orgelbaumeister Förtsch aus Blankenhain eingebaut. Die drei Turmglocken wurden 1925 gegossen und haben den Weltkrieg glücklicherweise überstanden. Die große Glocke hat einen Durchmesser von 122 cm bei 90 cm Höhe, die mittlere 95 × 70 cm, die kleine 80 × 58 cm. | 50° 48′ 42,8″ N, 11° 20′ 6,7″ O                        |
|      | Nermsdorf                         | Buttelstedt                              | Dorfkirche Nermsdorf                      | ev.   | Vor der Kirche steht die 1590 von Eckhard[t] Kucher (Erfurt) gegossene Bronzeglocke, die sich 1988 beim großen Kirchenbrand abstürzte. Im Turm läutet die 1928 von den Gebrüdern Ulrich / Heinrich Ulrich GmbH (Apolda) gegossene Glocke, die der Kirche nach dem Kirchenbrand aus dem Bistum Magdeburg geschenkt wurde. | 51° 4′ 45,1″ N, 11° 14′ 48,6″ O                        |
|      | Neumark                           | Neumark                                  | St. Johannes                              | ev.   | Die 1601 von Hermann König[k] (Erfurt) gegossene Bronzeglocke wurde 2010 mit zwei Bronzeglocken der Firma Glockengießerei Bachert GmbH (Karlsruhe) ergänzt, die auf ihren Flanken die Texte: „FRIEDEN * שלום * МИР * لم 0 س * PEACE * PAX *“ und „FREIHEIT * חופש * CВОБОДА * الحرية * FREEDOM * LIBERTAS“ tragen. | 51° 4′ 45,1″ N, 11° 14′ 48,6″ O                        |
|      | Niederreißen                      | Buttstädt                                | Dorfkirche                                | ev.   | Die Kirche mit ihrem Chor, Langhaus und Turm ist romanisch, wahrscheinlich aus dem 12. Jh. Später wurden große Änderungen vorgenommen. So wurde der Triumphbogen nach oben ausgehauen und auch die Pfeiler wurden stark verändert. Die Mauern sind in ihrer Basis romanisch, dann in der nächsten Schicht mittelalterlich und später aus dem 18. Jh. Das mächtige, wenig geschweifte Turmdach mit seiner Ähnlichkeit zu einer Domkuppel, dem nicht hohen Tabernakel und Schweifhelm weicht von der Dachgestaltung ähnlicher Kirche in erfreulicherweise ab und verleiht der Kirche eine besondere Erscheinungsform. Der Taufstein ist im Renaissancestil gehalten. Auf ihm ist die Jahreszahl 1610 vermerkt. Die Kanzel stammt aus der Mitte des 18. Jh. und ist interessant barock gestaltet. Die Orgel wurde 1865–1870 von den Gebr. Peternell (Seligenthal) [auf Windlade vermerkt] erbaut. 1999/2000 erfolgten Reparaturen und Erhaltungsarbeiten durch die Firma Rösel & Hercher (Saalfeld). Im Turm läutet eine Eisenhartgussglocke der Firma Schilling & Lattermann (Apolda und Morgenröthe) aus dem Jahr 1922. | 51° 5′ 55,7″ N, 11° 24′ 36,4″ O (?)                    |
|      | Niederroßla                       | Niederroßla                              | Kirche                                    | ev.   | Die Ersterwähnung findet man 996. 1650 beginnt ein Kirchenbau. 1656 fiel die Kirche einem Brand zum Opfer. 1670 erfolgte der Neubau mit zierlicher Barockhaube. Der Kirchturm bekam einen beschieferten Helmaufbau und eine Rokokozwiebel. 1721 war Kirchweihe. Der dreiachsige Langhausbau weist einen polygonal geschlossenen Chor, zwei umlaufende Emporen, Malereien an den Emporenbrüstungen und der Langhausdecke, eine wappengeschmückte Herrschaftsloge, einen vierstufigen Kanzelaltar [mit Engelsfiguren, Weinreben und lebensgroßen Figuren von Moses mit den Gesetztafeln und Christus mit dem Kreuz] auf. 1899 erfolgte eine umfassende Renovierung. 1971/72 wurde die Kirche restauriert. 2000/02 musste wegen Schwammbefall eine Generalsanierung erfolgen. Hier befindet sich der Grabstein der Nichte Martin Luthers, die in Niederroßla verheiratet war. Die Orgel wurde 1735 von Heinrich Nicolaus Trebs (Weimar) gebaut. 1853 erfolgte durch Louis Witzmann (Orgelabnahme durch Johann Gottlob Töpfer) ein Umbau. Das Geläut setzt sich aus zwei Eisenhartgussglocken der Firmen Ulrich & Weule (Apolda & Bockenem) aus dem Jahr 1920 und einer von Schilling & Lattermann (Apolda und Morgenröthe) aus dem Jahr 1957 zusammen. Als vierte Glocke befindet sich eine Bronzeglocke von Nicolaus Jonas Sorber (Erfurt) aus dem Jahr 1715 im Turm. | 51° 2′ 16,1″ N, 11° 29′ 11,6″ O                        |
|      | Niedersynderstedt (Blankenhain)   | Blankenhain II                           | Dorfkirche Niedersynderstedt              | ev.   | Eine Kirche wurde erstmals im Jahre 1140, die Pfarrei erstmals 1333 erwähnt. Auffällig ist ein großer Kanzelbau mit bäuerlicher Bemalung und Vergoldung in der sonst eher schlichte Kirche. Wahrscheinlich stammt er aus dem Jahr 1718. Die älteste Jahreszahl 1550 ist an diesem Gotteshaus über einem Chorfenster angebracht. Bei Ausgrabungen wurde östlich der Kirche ein großes Gräberfeld aus dem sächsischen Bruderkrieg gefunden. Des Weiteren fand man Grundmauern einer sehr alten Kirche oder Kapelle. Ein vergoldeter Kelch aus dem 14. Jahrhundert trägt die Inschrift „Maria hlf, iesus hlf“ und ist mit Weihekreuzen versehen. Zum Pfarrsprengel gehörten seit der Reformation auch Obersynderstedt, Tromlitz, Loßnitz und Söllnitz. | 50° 53′ 15,3″ N, 11° 26′ 21,3″ O                       |
|      | Niedertrebra                      | Bad Sulza II                             | Reformationskirche                        | ev.   | Um 1750 erfolgte der Neubau der Kirche auf den Resten eines Vorgängerbaus nach Plänen des Architekten Timler. Die Empore ist zweigeschossig. Der Turm ist stattlich und gibt der Kirche eine besondere Note. Die Kanzel wurde im Stil des römisch-deutschen Barocks gestaltet. Besonders schön ist der mittelalterliche Schnitzaltar. In den letzten Jahren wurde die Kirche neu ausgemalt und präsentiert sich heute hell und freundlich. Auf der Empore steht mit der Orgel aus dem Jahr 1789 Matthias Voglers (Naumburg) größtes bekannt gewordenes Instrument. Im Turm läuten drei Eisenhartgussglocken der Firma Schilling & Lattermann (Apolda und Morgenröthe) aus den Jahren 1919 und 1962. | 51° 4′ 14,6″ N, 11° 34′ 59,7″ O                        |
|      | Niederzimmern                     | Niederzimmern                            | St. Wigberti                              | ev.   | Bis zum Jahre 1852 hatte Niederzimmern zwei Kirchen, die Bonifatiuskirche im Oberdorf und die Wigbertikirche im Unterdorf. Erstere wurde 1854 abgerissen. Zu den beiden Kirchen gehörten Schulen und je eine Pfarrei. Die Wigbertikirche entstammt in ihren älteren Teilen aus dem Anfang des 15. Jahrhunderts. Sehenswert sind hier die Darstellungen des Alten und Neuen Testamentes an den Emporen sowie insbesondere die Emblemata. | 51° 0′ 18″ N, 11° 11′ 4,6″ O                           |
|      | Nirmsdorf                         | Buttstädt                                | Kirche                                    | ev.   | Im Turm läutet die 1773 von Johann Georg und Johann Gottfried Ulrich (Apolda) gegossene Bronzeglocke, die mit ihrer Inschrift und dem Witzlebener Wappen auf den Stifter verweist: „/HERRN DIETRICH GOTTLIEB VON WITZLEBEN ERB ADMINISTRAT. DES CLOSTER ROSLEBEN./“ | 51° 5′ 39″ N, 11° 28′ 6,9″ O                           |
|      | Nohra                             | Niederzimmern                            | St. Peter                                 | ev.   | Die urkundliche Ersterwähnung von Nohra betrifft das Taufrecht der Brüder der früheren Allerheiligenkirche zu Erfurt in der Kirche zu Nohra und ist aus dem Jahre 1217. Die romanische Chorturmkirche wurde im Barock umgebaut und bekam im 19. Jahrhundert einen Kanzelaltar. 1777 wurde von Kummer (Dachwig) eine barocke Orgel eingebaut, die zum Reformationsjubiläum 1817 mit Friedrich Sorge als Sponsor erweitert wurde. 1892 schlug der Blitz in den Kirchturm ein, dabei wurden Turm, Altar, Kanzel und Kirchenschiff beschädigt. Mit dem Neubau des Turmes wurde Bauinspektor Wittichen beauftragt, der einen weit in der Landschaft zwischen Weimar und Erfurt sichtbaren Turm schuf. Der vom Weimarer Architekten Coudray geschaffene Pfarrhof, die Kirche mit historischem Kirch- und Friedhof und das alte sowie das 1900 geschaffen Schulgebäude bilden ein geschlossenes Ensemble. Nohra ist eine besondere Lutherstätte, da am 5. April 1521 Martin Luther auf dem Weg zum Reichstag in Worms, geleitet von einem kaiserlichen Herold, erstmals in Nohra Territorium außerhalb des Sächsischen Kurfürstentums betrat. Er wurde von 40 Mann zu Pferde, voran der Rektor der Universität und einer großen Menge Erfurter empfangen und nach Erfurt geleitet. Daran erinnert heute noch die Lutherrose im Ortswappen von Nohra. Im Turm befindet sich ein Bronzeglocke aus dem Jahr 1892 der Gebrüder Gebrüdern Ulrich / Heinrich Ulrich GmbH (Apolda), die in ihrem Flankentext auf ihre Entstehung verweist: „/DURCH BLITZSCHLAG ZERSTOERT AM 31.JULI./NEUGEGOSSEN IM SEPTEMBER 1892./“. Sie wird von zwei Eisenhartgüssen der Firma Schilling & Lattermann (Apolda-Morgenröthe) aus dem Jahr 1958 flankiert. Im Kirchenschiff befindet sich die vermutlich älteste naive Darstellung der Todesursache auf einem Grabstein in Thüringen: Der 1783 entstandene Stein trägt die Darstellung des Vorganges, dass der elfjährige Andreas Kühn als Läuter durch die Glocke erschlagen wird. | 50° 57′ 45,2″ N, 11° 14′ 0,2″ O                        |
|      | Obergrunstedt (Nohra bei Weimar)  | Buchfart-Legefeld                        | Dorfkirche                                | ev.   | Im Turm hängen zwei historisch wertvolle Bronzeglocken: die 1616 von Hieronymus Moering[k] (Erfurt) und die 1519 von Heinrich C(Z)ieg(e)ler (Erfurt) gegossene Glocke. Letztere weist typische Medaillon-Darstellungen mit der Anbetung der Hl. drei Könige sowie der Heiligen Sippe [Bergner] od. Mariae Himmelfahrt [Lehfeld] auf. | 50° 57′ 12,9″ N, 11° 15′ 58,4″ O                       |
|      | Oberndorf (Apolda)                | Apolda II                                | St. Anna                                  | ev.   | Die Orgel entstand um 1878 durch die Gebr. Witzmann (Stadtilm) und wurde 2005 durch Rösel & Hercher (Saalfeld) saniert. Drei Glocken läuten im Turm – die 1965 bei Franz Schilling Söhne (Apolda) entstandene Bronzeglocke, die 1517 durch Heinrich C(Z)ieg(e)ler (Erfurt) gegossene und die 1924 durch die Gebrüder Ulrich / Heinrich Ulrich GmbH (Apolda) gegossene Glocke mit der Inschrift: „/DER WELTKRIEG NAHM DIE SCHWESTER ZUR WEHR/NUN RUFE ICH ZU GOTTES EHR!/“. | 50° 59′ 58,6″ N, 11° 26′ 40,2″ O                       |
|      | Obernissa (Mönchenholzhausen)     | Klettbach                                | Simon Petrus                              | ev.   | Das Alter der Dorfkirche ist nicht überliefert. Nach Beschädigungen durch einen Blitzschlag wurde sie 1721 im barocken Stil neu errichtet, der untere Teil des Turmes ist älter. Der Kanzelaltar stammt aus dem Jahre 1724, die Altarbibel von 1797. Die Glocke wurde 1802 von einem Ortsansässigen gestiftet. | 50° 57′ 8,4″ N, 11° 8′ 53,6″ O                         |
|      | Oberreißen                        | Buttstädt                                | Dorfkirche                                | ev.   | Der romanische Bau bekam im 15./16. Jh. Einen Turmaufbau.1617 erfolgten bauliche Veränderungen. Mitte 17. Jh. Wurde das Langhaus verlängert. 1719 wurde die Himmelung der Kirche vorgenommen. 1879 wurden Renovierungsarbeiten vorgenommen. Im Innern befinden sich eine Doppelempore sowie ein Kanzelaltar mit 2 großen Gemälden. 1996 erfolgte ein korrigierender Turmaufbau. 1997 gab es neue Fenster. 1927 entsteht ein Gemälde Lyonel Feiningers von der Südseite der Kirche, welches der Künstler fälschlicherweise mit „Niederreißen“ betitelt. Die Orgel wurde vermutlich von der Firma Peternell (Seligenthal) gebaut. Heute ist nur noch ihr Prospekt erhalten. Im Turm hängen drei Eisenhartgussglocken der Firma Schilling & Lattermann (Apolda und Morgenröthe) aus dem Jahr 1919, die seit 2011 nach Sanierung auch wieder läuten dürfen. | 51° 5′ 7,9″ N, 11° 24′ 49,5″ O                         |
|      | Oberroßla (Apolda)                | Apolda I                                 | Dorfkirche                                | ev.   | Hier soll Martin Luther gepredigt haben. Die Lesekanzel ist noch heute vorhanden. Das besondere Lutherbild soll bei seinem Raub echte Tränen vergossen haben. Es wurde eine Luthermünze gegossen. Es gibt keine Orgel. Im Turm läuten drei Eisenhartgussglocken der Firma Schilling & Lattermann (Apolda-Morgenröthe) aus dem Jahr 1918. Das Gotteshaus verfügt über keine Orgel mehr. | 50° 59′ 58,6″ N, 11° 26′ 40,2″ O                       |
|      | Obersynderstedt (Blankenhain)     | Blankenhain II                           | Dorfkirche                                | ev.   | Bei Ausgrabungen im Inneren der Kirche fand man zwei kleine fränkische Grabkreuze sogenannte „Krähenfüße“ sowie beim Verputzen der Nordseite eine sehr alte Ritzzeichnung, die ein heidnisches Fruchtbarkeitssymbol aus vorfränkischer Zeit darstellt. Die Christen haben später ein Kreuz eingemeißelt und es somit „christianisiert“. Die Kirche gehörte zur Pfarrei Niedersynderstedt. In der Kirche findet man eine alte Inschrift in einem Fenster der Südseite mit der Jahreszahl 1605. Die Glocken sind aus dem Jahr 1454. Der Kirchenbau erhielt seine heutige Gestalt 1709 bis 1712 durch einen barocken Umbau und letztlich durch eine umfassende Restaurierung in den Jahren 1981 bis 1982. | 50° 51′ 54,4″ N, 11° 25′ 7,4″ O                        |
|      | Obertrebra                        | Bad Sulza II                             | St. Bonifatius                            | ev.   | Aus dem Jahr 1269 findet man auf einer Urkunde des Klosters Pforta die Ersterwähnung. Von 1679 bis 1688 erfolgt der Neubau einer fünfachsigen Saalkirche und des querrechteckigen Turmes. 1746 werden das Holztonnengewölbe im Chor und die Doppelempore mit Ornamentsmalerei neu gestaltet. 1819 erfolgt die Renovierung des Innenraumes [weiße Wände und Vergoldung der Kanzel]. Zurzeit erfolgt eine weitere Generalsanierung des Kirchenschiffs und der großen Holzfiguren. Der Orgelbau erfolgte 1747durch Gottfried Thilo aus Schloßvippach. Die Orgel ist eingeschränkt spielfähig. Das Geläut ist überaus bedeutsam. Drei historische Bronzeglocken befinden sich im Turm. Nr. 1: 1520 – Erfurter Glockengießer Heinrich Ziegler Nr. 2: 1521 – Erfurter Glockengießer Heinrich Ziegler und Nr. 3: 1702 – Glockengießer J. Chr. Bienenstock. | 51° 3′ 44,9″ N, 11° 33′ 56″ O                          |
|      | Oettern                           | Buchfart – Legefeld                      | Dorfkirche Oettern                        | ev.   | Im Turm befindet sich eine 1698 von Johann Ros[a]e (Volkstedt) gegossene Bronzeglocke mit der Aufschrift: „IM NAMEN GOTTES GOS MICH IOH. ROSE IN VOLCKSTÆDT ANNO 1698“. | 50° 55′ 19,5″ N, 11° 21′ 24,2″ O (?)                   |
|      | Oßmannstedt                       | Niederroßla                              | St. Petrus                                | ev.   | 956 findet man die erste urkundliche Erwähnung des Ortes. 1263 erfolgt die erstmalige Nennung eines Pfarrers. 1297/99 findet sich die erste Erwähnung der Kirche. Um 1540 wird sie als spätgotisches Bauwerk gestaltet. Sie weist Epitaphien aus dem Jahr 1570 sowie große spätgotische Spitzbogenfenster und zwei figürliche Grabplatten für Wilhelm von Harras († 1575) sowie Valentin von Harras (†um 1600) auf. 1610 erfolgte eine umfassende Restaurierung. Auf dem Taufstein ist vermerkt: ANNO 1611 PASTORE CL (Casper Loner) EMANUEL GETZE. Der barocke Kanzelbau stammt aus dem 17. Jh. 1811 erfolgen Veränderungen der Decke. Es gibt ein Crucifix aus dem 17. Jh. Letzte Umbauten und Renovierungen wurden 1988/89 vollzogen. Die Orgel ist bedeutsam und wurde 1810 von Johann Benjamin Witzmann (Stadtilm) gebaut und bis 2010 durch die Firma Orgelbau Waltershausen generalsaniert. Im Turm wird eine 1999 von Rudolf Perner (Passau) gegossene Bronzeglocke von zwei Eisenhartgüssen der Firma Schilling & Lattermann (Apolda-Morgenröthe) aus dem Jahr 1919 flankiert. Eine dritte Eisenhartgussglocke steht im Kirchgarten. | 51° 1′ 7,7″ N, 11° 25′ 51,1″ O                         |
|      | Ottmannshausen (Berlstedt)        | Ramsla                                   | Dorfkirche Ottmannshausen                 | ev.   | Im Turm befinden sich zwei Bronzeglocken. Die Größere wurde 1629 von Hieronymus und Melchior Moering[k] (Erfurt) gegossen. Die Kleinere stammt aus der Gießerei Franz Schilling Söhne (Apolda) mit der Gießernummer 5952. Sie entstand 1925 und trägt die Aufschrift: „/ALS OPFER GEGEBEN DEM KRIEGE ZUR BEUT 1917/WIEDER ERWORBEN IN SCHWERER ZEIT 1925/“. | 51° 2′ 49,1″ N, 11° 15′ 25,8″ O                        |
|      | Ottstedt am Berge                 | Niederzimmern                            | St. Nicolai                               | ev.   | Die Kirchanlage ist spätgotisch mit Bruchsteinen und wurde 1750 ausgebaut. Sie weist eine gewölbte Decke mit Resten von Malerei auf. Auch der Kanzelbau stammt aus der zweiten Hälfte des 18. Jh. und wurde als Freibau in der Mitte des Chores gestaltet. Vier naturalistische Palmbäume tragen das Gebälk und umgeben den Altartisch. Darauf erhebt sich eine abgestumpfte Pyramide. Die Orgel auf der 2. Empore wurde 1830 von Saalfelder (Stadtilm) gebaut. Die Gemeinde kaufte sie aus dem Nachlass des Statthalters Dalberg. In den letzten Jahren wurde sie generalüberholt und spielfähig gemacht. Im Turm läuten drei Eisenhartgussglocken der Firma Schilling & Lattermann (Apolda und Morgenröthe) aus dem Jahr 1918. | 51° 0′ 59,5″ N, 11° 12′ 53,6″ O                        |
|      | Ottstedt                          | Magdala                                  | St. Nikolaus                              | ev.   | Ein Kirchenbau ist im 14. Jh. belegt. 1529 wird sie als Pfarrei genannt und bald danach in Magdala eingepfarrt. Dieser wurde wohl 1642 nach Verwüstung wiederaufgebaut. Heutige Chorturmkirche ist ein rechteckiger, massiver Kirchensaal mit Mansarddach und eingezogenem Chorturm. Dieser Umbau erfolgte 1783–1785. Die kleine polygonale Apsis und der Turmaufbau in Fachwerk sind eine Ergänzung von 1888. Zuletzt wurde 1966–1970 renoviert. Im Innen befindet sich im Chor eine Flachdecke, sonst kann die Kirche auf eine Holztonne sowie eine zweigeschossige Empore und einen Kanzelaltar aus dem Jahr 1888 verweisen. Aus dem 16. Jh. sind drei (teilweise stark beschädigte) Schnitzfiguren (Moses; Johannes und Taufengel) erhalten. 2011 schuf Sören Seyfarth einen neuen Moses und Johannes. Die Orgel wurde 1911/12 von August Müller (Berka/Ilm) gebaut. Er war Teilhaber von Adam Eifert, der 1907 das Kostenangebot unterbreitete. Die Orgel wurde 2016 aufwendig repariert. Im Turm läuten zwei Eisenhartgussglocken der Firma Schilling & Lattermann (Apolda und Morgenröthe) aus dem Jahr 1921. |                                                        |
|      | Pfiffelbach                       | Niederroßla                              | Dorfkirche                                | ev.   | Im Turm befindet sich die 1791 von den Gebrüdern Ulrich (Apolda) gegossene reichverzierte Bronzeglocke mit den Flankentexten: „/AUG. GOTTL. ZINSERLING/CONSISTOR SUPREM ADSESSORE etc./INPRAEFECT. ROSLAU. COMMISAR. ECCLES/CARL IO: GEORG. BÜTTNER./PRÆFECT. ROSL. ET GEBSTED./CARL. AUGUST. WIRSING./A. SECRET: ÆRAR. PRINC./LUDOV. CHRIST. FERDIN.ASVERO./COMMIS. PRÆFECT ET ACTUAR./IO: ADOLPH. GUL. LABES. PASTOR/IO: LORENZ. DANZ. CANTOR./RUPTA HAEC CAMPANA OPE ET ARTE./G: ULRICIC APOLDENS./EST RESTITUTA/A.O.R.M.DCC.XCI/“ sowie „/IN. HONOREM S. S. TRINITATIS/SUB REGIMINE SERENISS. DUC. SAX. ETC./CAROLI AUGUSTI/PATRIS PATRIAE/“, die vom Glockenfriedhof des Zweiten Weltkriegs mit der Nummer 11-23-207 B zurückkehrte. Sie wird ergänzt durch zwei Bronzeglocken der Gießerei Franz Schilling Söhne (Apolda) aus dem Jahr mit den Gießernummern 6859 und 6860. | 51° 3′ 32,2″ N, 11° 26′ 26,7″ O                        |
|      | Pfuhlsborn (Bad Sulza)            | Apolda III                               | Dorfkirche                                | ev.   | Pfuhlsborn Die kleine Chorturmkirche wurde nach einem Brand 1744 um 1750 wieder aufgebaut. 1981–1991 erfuhr sie umfangreiche Renovierungen. Sie verfügt über eine dreiseitige zweigeschossige Empore, eine flache Holzdecke und einen Kanzelaltar mit Krönung zwischen rotmarmorierten Säulen und Engelfiguren. Der Taufstein wurde vom Bildhauer Walther aus Apolda gestaltet. Die Orgel wurde 1882 von Hermann Kopp aus Bürgel gebaut. Im Turm läutet die Bronzeglocke Nr. 9430 von Franz Schilling Söhne (Apolda) aus dem Jahr 1925. | 51° 2′ 38,2″ N, 11° 35′ 58,9″ O                        |
|      | Ramsla                            | Ramsla                                   | St. Johannes Baptista                     | ev.   | Eine Kirche ist erstmals 1119 in den Urkunden zu finden. Die heute existierende Kirche wurde vermutlich im 14. oder 15. Jahrhundert errichtet, aber in späteren Jahren zerstört. Im Jahr 1697 erfolgte der Wiederaufbau und teilweiser Neubau der Ruine. Die Malereien auf dem Tonnengewölbe und der Brüstung, die Szenen aus der Bibel darstellen, stammen aus dem Jahr 1702. Im Turm befinden sich drei Bronzeglocken. Dabei entstand die größte 1951, sowie die mittlere 1955 in der Gießerei Franz Schilling Söhne (Apolda) und die kleinste 1851 durch Carl Friedrich Ulrich (Apolda). | 51° 3′ 5,7″ N, 11° 17′ 16,2″ O                         |
|      | Rannstedt                         | Bad Sulza II                             | Dorfkirche                                | ev.   | Im Turm läutet die 1919 von den Gebrüdern Gebrüdern Ulrich / Heinrich Ulrich GmbH (Apolda) gegossene Bronzeglocke, die mit ihrer Inschrift auf den Stifter verweist: „/Gewidmet von Heino Kuntzl 1889/“. | 51° 5′ 9,7″ N, 11° 32′ 30,7″ O                         |
|      | Reisdorf                          | Bad Sulza I                              | Dorfkirche                                | ev.   | Die neuromantische Chorturmkirche entstand 1855–1857. Sie verfügt über zwei Reihen zweiteiliger Rundbogenfenster sowie über eine dreiseitige Empore. Die Orgel wurde 1857 durch die Gebr. Peternell (Seeligenthal/Schmalkalden) gebaut. Am 11. September 1858 erfolgte die Orgelabnahme durch Johann Gottlob Töpfer. „Die Spielart ist so leicht, als sie bei Orgeln dieser Größe zu erwarten ist.“ Sie ist auch heute im Originalzustand erhalten. 1993 unterzog sie die Firma Rösel & Hercher (Saalfeld) einer Reinigung und Instandsetzung. Im Turm läuten zwei Bronzeglocken aus dem Jahr 1714 von Nicolaus Jonas Sorber (Erfurt) sowie aus dem Jahr 1934 von Franz Schilling & Söhne (Apolda). In der Turmlaterne läutet eine 1857 von der Firma Ulrich (Laucha) gegossene Bronzeglocke. | 51° 6′ 6,8″ N, 11° 33′ 26,9″ O                         |
|      | Rettwitz (Blankenhain)            | Blankenhain I                            | Dorfkirche                                | ev.   | Die Kirche war Filial von Thangelstedt. An der Kirche mit der Jahreszahl 1592 fällt vor allen Dingen der sehr alte Turm auf. Dieser gilt als einer der am besten durchgebildeten Chortürme zwischen 1200 und 1250. Der Taufstein im inneren der Kirche trägt die Umschrift: „Lasset die Kindlein zu mir kommen“. Die Dorfkirche ist eine spätromanische Anlage. | 50° 49′ 58,2″ N, 11° 18′ 8,7″ O                        |
|      | Rittersdorf                       | Bad Berka                                | St. Georg                                 | ev.   | Hier befinden sich zwei Bronzeglocken. Die Kleinere wurde 1793 von den Gebrüdern Ulrich (Apolda) gegossen. Die Größere ist eine der wenigen Erhaltenen von Christof Rosa[e] (Volkstedt). Sie wurde 1654 gegossen. Auf ihr befinden sich verschiedene Tierreliefs, wie zwei Tauben und ein Eichhörnchen. | 51° 6′ 6,8″ N, 11° 33′ 26,9″ O                         |
|      | Rödigsdorf (Apolda)               | Mellingen – Umpferstedt                  | Dorfkirche                                | ev.   | Im Turm befindet sich eine 1877 von Franz Schilling in der Gießerei Carl Friedrich Ulrich (Apolda) gegossene Bronzeglocke mit einem Relief verschlungener Symbole: Kreuz, Anker, Bibel, Kelch. Leider verfügt die Kirchgemeinde über keine spielbare Orgel. | 50° 59′ 58,6″ N, 11° 26′ 40,2″ O                       |
|      | Rohrbach                          | Buttelstedt                              | Kirche                                    | ev.   | Im Turm läuten drei Eisenhartgüsse der Firma Schilling & Lattermann (Apolda-Morgenröthe) aus dem Jahr 1919. Am Turm in einem Dachreiter befindet sich eine Bronzeglocke von Eckehard[t] Kucher (Erfurt), die den Glockenfriedhof von Hamburg überlebte und nun wieder mit ihrer Inschrift: „/SPES MEA IN CHRISTO/“ [nach Otte ist dies die Signetinschrift Kuchers] die Stunden kündet. | 51° 4′ 2,3″ N, 11° 24′ 0,1″ O                          |
|      | Rottdorf (Blankenhain)            | Blankenhain I                            | Dorfkirche                                | ev.   | Eine Kirche wurde erstmals 1119 erwähnt und ging damals aus dem Besitz des Grafen Wichmann an den Marienstift in Erfurt über. Sie war Filial von Blankenhain. Im Jahr 1696 brannte sie ab und wurde 1708 wieder aufgebaut. Die Wetterfahne zeigt eine Meerjungfrau mit Fischschwanz. Hier gehen die Vermutungen vom heidnischen Kultplatz bis hin zu einem großen See. Vielleicht zog sich damals der „Seeteich“ mit Ried-Sumpfgras bis an den Ort. Noch heute ist das Gebiet von Rottdorf in Richtung Blankenhain sehr feucht. Marienaltar aus einer Saalfelder Werkstatt von ca. 1500. Die beiden alten Glocken verschwanden im Ersten Weltkrieg und wurden 1922 durch neue ersetzt. | 50° 51′ 8,6″ N, 11° 21′ 38,3″ O                        |
|      | Saalborn (Blankenhain)            | Blankenhain I                            | Dorfkirche                                | ev.   | Die Kirche stammt wahrscheinlich aus dem späten 12. Jahrhundert. Ende des vorigen Jahrhunderts fand man auf dem Kirchenboden ein romanisches Vortragekreuz aus Kupfer mit Spuren früherer Vergoldung. Eine Pfarrei wurde erstmals 1422 erwähnt. Sie wurde aber 1896 aufgehoben und wurde Filial von Blankenhain. Im Jahre 1422 wurde erstmals eine Pfarrei erwähnt. Die 1834 gebaute Gerhard – Orgel konnte 2013 nach 20 Jahren Abstinenz wieder in die Kirche zurückkehren und geweiht werden. Im Turm läuten drei Glocken. Zwei Eisenhartgüsse aus dem Jahr 1921 der Firma Schilling & Lattermann (Apolda-Morgenröthe) rahmen hierbei die 1566 verm. von Eckhard[t] Kucher (Erfurt) gegossene Bronzeglocke mit der Inschrift: „/GOTTES WORT BLEIBET EWICK 15 66/“. | 50° 53′ 29,5″ N, 11° 19′ 32,1″ O                       |
|      | Sachsenhausen                     | Schöndorf – Großobringen                 | St. Kilian                                | ev.   | Die Kirche wurde im Jahr 1425 vollendet. Von der Erstausstattung ist die Sakramentsnische in der Chornordwand nebst einigen Schmuckstücken, wie ein Kruzifix mit Resten der originalen Fassung, eine Mondsichelmadonna, eine Maria mit Kind sowie fünf Reliquienbüsten erhalten. Der Flügelaltar stammt aus dem 15. Jahrhundert. Der Taufstein datiert aus dem Jahr 1671. Der Einbau von Kanzel, Orgel und Doppelemporen erfolgte erst 1850. Seit 1875 wurde die Kirche von Wohlsborn betreut, was zur Auflösung der Pfarrei im Jahr 1899 führte. 2012 wurden in Maria Laach drei Bronzeglocken gegossen und in den Turm eingehoben. | 51° 2′ 42,8″ N, 11° 21′ 55,2″ O                        |
|      | Schellroda (Klettbach)            | Klettbach                                | St. Georg                                 | ev.   | Die Kirche wurde als rechteckiges Langhaus konzipiert. Die heutigen Fenster stammen aus dem Jahr 1723. Sie verfügt über eine umlaufende Doppelempore, eine Kanzelwand aus dem 18. Jh. sowie einen Jugendstilkronleuchter. 2001 wurde eine neue Brettertonne eingebaut und eine umfassende Restaurierung begonnen. Die Kirche wurde 2008 wiedergeweiht. Die Orgel wurde 1725 von Johann Georg Schröter (Erfurt) gebaut und wurde 1999 komplett ausgebaut und eingelagert. 2008 kaufte man ein Orgelpositiv von Orgelbau Schönefeld (Stadtilm) aus dem Jahr 1979. Im Turm läuten eine Bronzeglocke aus dem Jahr 1865 der Gebrüder Ulrich (Apolda) sowie als Uhrglocke eine 1749 von Johann Bienstock (Erfurt) gegossene Bronzeglocke. | 50° 54′ 57,1″ N, 11° 6′ 49,3″ O                        |
|      | Schmiedehausen                    | Dorndorf-Steudnitz                       | Dorfkirche                                | ev.   | In Schmiedehausen befinden sich die Glocken nicht auf dem Glockenturm, sondern in einem separaten Glockenhaus vor der Kirche, da der Turm die Last nicht tragen konnte. Die 1817 von den Gebrüdern Ulrich (Apolda) mit dem Flankentext: „/ÜBER DIESES GOTTES=HAUS/BREITE HERR, DIE HAENDE AUS./IM REFORMATIONSJUBELJAHRE/DEN 31. OKTOBER 1817./MICH UND DIE MITTLERE GEGOSSEN/DIE GEBRÜDER ULRICH/IN APOLDA/“ gefertigte Bronzeglocke wird von zwei Eisenhartgüssen der Firma Schilling & Lattermann (Apolda-Morgenröthe) aus dem Jahr 1964 begleitet. | 51° 4′ 5,8″ N, 11° 39′ 54,8″ O                         |
|      | Schoppendorf (Bad Berka)          | Buchfart – Legefeld                      | St. Martin                                | ev.   | Die Kirche verfügt über eine 1881 von Franz Schilling in der Firma C.F. Ulrich (Apolda) mit der Nummer 201 gegossene Bronzeglocke mit dem Namen „Concordia“. | 50° 55′ 42,5″ N, 11° 16′ 6,2″ O                        |
|      | Schöten (Apolda)                  | Apolda III                               | St. Marien                                | ev.   | Die Orgel stammt vom 2. Oktober 1905 und entstand in der Werkstatt von Adam Eifert (Stadtilm) mit der Nummer op. 138. Im Turm läutet eine Eisenhartgussglocke aus dem Jahr 1920 der Firma Schilling & Lattermann (Apolda-Morgenröthe). | 50° 59′ 58,6″ N, 11° 26′ 40,2″ O                       |
|      | Schwabsdorf (Wiegendorf)          | Mellingen – Umpferstedt                  | St. Vitus                                 | ev.   | Im Turm kündet die 1933 bei Franz Schilling Söhne (Apolda) mit der Gießernummer 12387 entstandene Bronzeglocke auch vom Verlust der größeren Schwester [Gußnummer 12386] im Zweiten Weltkrieg. | 50° 59′ 27,9″ N, 11° 25′ 42,8″ O                       |
|      | Schwarza (Blankenhain)            | Blankenhain I                            | Dorfkirche Schwarza                       | ev.   | Die Kirche im Ort wurde 1716 neu errichtet, Kelch und Hostienteller aus dem Jahre 1667 sind bis heute erhalten. Sie wurde von den ersten christlichen Einwohnern erbaut. Die Kirche liegt am südlichen Hang und ist mit dem Friedhof umgeben. In den Jahren 1999 bis 2001 wurden umfangreiche Sanierungsmaßnahmen an der Kirche vorgenommen. So konnte im Jahre 2000 ein neuer Kirchturmknopf aufgesetzt werden. Letztmals wurde dieser Kirchturmknopf im Jahre 1927 abgenommen und erneuert. Jetzt strahlt ein goldener Kirchturmkopf über der Gemeinde Schwarza. | 50° 51′ 7,6″ N, 11° 19′ 23,6″ O                        |
|      | Schwerstedt                       | Ramsla                                   | St. Peter und Paul                        | ev.   | Im Turm hängt die einzige der drei Bronzeglocken, die nach dem verheerenden Kirchenbrand 1932 gegossen wurden. Sie entstand in der Gießerei Franz Schilling Söhne (Apolda) mit der Gießernummer 12217. Beide Schwestern wurden im Zweiten Weltkrieg geopfert. 1958 sollte auch sie für drei Eisenhartgussglocken verkauft werden, was jedoch nicht erfolgte! | 51° 4′ 15,6″ N, 11° 17′ 25,7″ O                        |
|      | Söllnitz (Blankenhain)            | Blankenhain II                           | Dorfkirche Söllnitz                       | ev.   | Die Kirche des kleinen Ortes steht sehr niedrig in sumpfigem Gelände und ist, wie der gesamte Ort, „den wilden Wassern sehr ausgesetzt“. Die Wetterfahne trägt die Jahreszahl 1787 und die Glocke wurde 1732 von Martin Rose in Apolda gegossen. Die Kirche war Filial von Niedersynderstedt. | 50° 52′ 27,2″ N, 11° 25′ 47,2″ O                       |
|      | Sohnstedt                         | Klettbach                                | St. Trinitatis                            | ev.   | Das Gotteshaus besitzt einen Turm mit verschieferter Barockhaube, das Langhaus ist mit einem Krüppelwalm und Satteldachgauben versehen, am Hauptportal wurde die Jahreszahl 1717 – als Baudatum angebracht, die Fassade besitzt einen überdachten Emporenaufgang, er führt zu einer umlaufende Doppelempore mit bemalten Brüstungsfeldern. Die untere Zone zeigt Szenen aus dem Leben und Leiden Christi, an Westseite auch alttestamentliche Bildmotive, in oberer Zone erkennt man zwölf Apostel, umgeben von musizierenden Engeln. | 50° 57′ 39,1″ N, 11° 10′ 26″ O                         |
|      | Stedten am Ettersberg (Berlstedt) | Ramsla                                   | St. Kilian                                | ev.   | 1421 wird die Kirche unter dem Patronat von Stift Ettersburg erstmals genannt. 1684 wird sie baulich verändert. 1861 erfolgt eine umfassende Renovierung. Heute steht sie unter Denkmalschutz und dient den Wanderern des Pilgerpfades als Herberge. [Küche und WC wurden eingebaut]. Im Innern befinden sich ein alter Steinaltar, eine Tonnendecke sowie eine eingeschossige Empore. Es ist keine Orgel vorhanden. Im Kirchenschiff steht eine Bronzeglocke von Christian Störmer (Erfurt) aus dem Jahr 1929. | 51° 3′ 23″ N, 11° 16′ 21,9″ O                          |
|      | Stedten an der Ilm                | Kranichfeld                              | St. Eckard                                | ev.   | Die kleine Dorfkirche gehört zu den ältesten der Gegend. Eine erhalten gebliebene Sakramentsnische hinter dem Altar belegt, dass die Kirche schon vor der Reformation gestanden hat. Die Kunstführer geben als Entstehung das 15. Jahrhundert an, aber auch ein noch früherer Erstbau in der vermutlich seit dem 12. Jahrhundert bestehenden Siedlung ist nicht ausgeschlossen. Der Name St. Eckard stammt ebenfalls noch aus katholischer Zeit. Mit der Einführung der Reformation in Kranichfeld wurde Stedten 1529 evangelisch. Erwähnenswert sind die noch relativ gut erhaltene Bemalung der Kanzel, der Emporen und der Holzdecke (sogenannter Bauernbarock), eine 2001 restaurierte gotische Pieta (Mariendarstellung) und der Taufstein mit Liliendekor von 1575. | 50° 50′ 9,9″ N, 11° 10′ 25,3″ O                        |
|      | Stobra (Bad Sulza)                | Apolda III                               | Dorfkirche                                | ev.   | Die Sakristei der Kirche ist spätgotisch. Der Chor könnte romanischen Ursprungs sein. Die Holzdecke ist aus dem 18. Jh. 1886 erfolgte durch den Baumeister Kurth aus Weimar ein umfassender Umbau des Langhauses mit einer flachen Holzdecke. Es wurden spitzbogige Fenster und Türen eingefügt. Der Taufstein ist aus dem 16. Jh. Die Kirche kann auf eine reiche, dunkle Holzausstattung verweisen. Die Orgel auf der 2. Westempore wurde 1890 von Hermann Kopp (Bürgel) gebaut und ist das letzte Werk des Orgelbauers. Im Turm teilen sich zwei Eisenhartgussglocken der Firma Schilling & Lattermann (Apolda und Morgenröthe) aus dem Jahr 1919 den Platz mit der Bronzeglocke Nr. 14129 von Franz Schilling Söhne (Apolda) aus dem Jahr 1948. | 51° 0′ 17,8″ N, 11° 33′ 49,3″ O                        |
|      | Sulzbach (Apolda)                 | Apolda II                                | St. Petrus                                | ev.   | Die Orgel stammt aus den Jahren 1863/67 von Adalbert Förtsch (Blankenhain) und wurde durch Johann Gottlob Töpfer abgenommen. „… gute Arbeit und gutes Material, einfache praktische Anlage des Mechanismus und vor Allem ächt kirchliche, weiche und dabei volle Intonation, präcise und elastische Spielart, …“ 1950 erfolgte durch Gerhard Kirchner (Weimar) eine neobarocke Umdisponierung. Im Turm hängt die letzte Kryptogrammglocke im Weimarer Land. Vermutlich stammt die Bronzeglocke aus der Werkstatt Hermann Herlins (Jena). Auf der Schulter trägt sie die Buchstaben: „MRSYPT[L]NFDS RAMPDEND [D]EARYBF“ entsprechend einem alten Mariengedicht aus dem 14. Jh.: „M(aria) R(egina), S(alvus) Y(nfirmi) P(opvli),T(v) N(obis) F(i)D(elibv)S R(og)A, M(ater),P(ivm) DE(nvo) N(obis) D(evm).DE A(trocibvs) R(ebvs) Y(nfernalibvs)B(landiardis) F(ideles)“. („Maria, Königin, Heil des schwachen Volkes, Uns Gläubigen vermittle Du, Mutter, Gott, der uns von neuem seine Liebe erweise. Von den grässlichen Lockungen der Hölle weg,Locke Du die Gläubigen“.) Flankiert wird diese Glocke von zwei Eisenhartgüssen der Firma Schilling & Lattermann (Apolda-Morgenröthe) aus dem Jahr 1924. | 50° 59′ 58,6″ N, 11° 26′ 40,2″ O                       |
|      | Tannroda                          | Bad Berka                                | St. Michael                               | ev.   | Die Stadtkirche stammt von 1825, sie wurde nach Plänen des herzoglichen Baumeisters Clemens Wenzeslaus Coudray auf dem Lindenberg neu errichtet. Die Orgel wurde 1886 von Adam Eifert (Stadtilm) als op. 49 geschaffen und 1899 erweitert. Im Turm läuten drei Eisenhartgussglocken. | 50° 51′ 30,3″ N, 11° 14′ 41,2″ O                       |
|      | Thalborn (Vippachedelhausen)      | Neumark                                  | Christuskirche                            | ev.   | Laut Inschrifttafel an der Nordseite wurde die Kirche 1686 erbaut. Das Innere wurde 1888 ausgemalt und gestaltet. Die zweigeschossig umlaufenden Holzemporen mit Korbbögen auf toskanischen Pfosten tragen die Decke. Der Kanzelbau verfügt über drei Durchgänge. Die vorwiegenden Farben sind braun, weiß und golden. Auf der 1. Empore befinden sich letzte Teile einer 1867 von Adalbert Förtsch (Blankenhain) gebauten Orgel. Im Turm läuten zwei Eisenhartgussglocken der Firma Schilling & Lattermann (Apolda und Morgenröthe) aus dem Jahr 1918. | 51° 5′ 25,6″ N, 11° 13′ 9,6″ O                         |
|      | Thangelstedt (Blankenhain)        | Bad Berka                                | St. Georg                                 | ev.   | Eine Pfarrei wurde erstmals 1509 erwähnt und bestand bis 1925. Die Kirche war Filial von Tannroda. | 50° 50′ 40,7″ N, 11° 16′ 33,8″ O                       |
|      | Tiefengruben (Bad Berka)          | Bad Berka                                | St. Nikolaus                              | ev.   | Die massive gotische Chorturmkirche wurde im 15. Jh. gebaut. 1686 erfolgte ein Umbau, worauf eine Inschrift verweist. Der achteckige Kanzelkorb stammt aus dem 18. Jh. 1892 erfolgte der Einbau des Altarraums, eines spitzbogigen Triumphbogen und der umlaufenden Doppelempore. 1910 erfolgte eine Erneuerung und Ausmalung des Kirchenschiffs. 1965 folgte eine weitere Ausmalung. 1992 wurde die Tonne eingebaut. Die Kirche ist „Offene Kirche“ und zeigt ständig wechselnde Ausstellungen. Seit Sommer 2006 erklingt eine aus Ede (Niederlanden) kommende Johannus op. 35 mit 3 Manualen und 126 Stimmen. Sie ersetzt das 1910 von August Müller (Bad Berka) gebaute Instrument, dessen Spieltisch entfernt wurde. Im Turm läuten drei Eisenhartgussglocken der Firma Schilling & Lattermann (Apolda) aus dem Jahr 1923. | 50° 53′ 51,2″ N, 11° 13′ 52,2″ O                       |
|      | Tonndorf                          | Kranichfeld                              | St. Peter und Paul                        | ev.   | Im Turm befindet sich eine der wenigen erhaltenen Bronzeglocken von Jacob Pappe (Erfurt) aus dem Jahr 1684. Sie trägt die Inschrift: „AN GOTTES SEGEN IST ALLES GELEGEN VERBVM DOMINI MANET IN AETERNUM/HANC CAMPANAM CONFLAV LI IN NOMINE SS. TRINITATIS IACOB PAPPE ERFVRTH/ANNO 1684/“. Das Geläut wird ergänzt durch zwei 1966 gegossene Bronzeglocken der Firma Franz Schilling Söhne (Apolda). | 50° 53′ 14,7″ N, 11° 12′ 16,1″ O                       |
|      | Troistedt                         | Niederzimmern                            | St. Jakobus der Ältere                    | ev.   | Bei der Sanierung der Orgel brannte die Kirche 1823 ab. Der rechteckige Saal sowie der eingezogene Chor mit dreiseitigem Abschluss wurden 1824 bis 1826 in romanisierenden Formen nach Plänen von Clemens Wenzeslaus Coudray verändert wiederaufgebaut. Im vom Vorgängerbau erhaltenen Turm gibt es einen Raum mit Kreuzgratgewölbe. Im Osten des Kirchenschiffs steht ein Emporenkanzelaltar nach Plänen von Coudray. Im Obergeschoss in eine Säulengalerie beidseits der Kanzel wurden spätgotische Apostelfiguren (um 1500) in Arkaden eingefügt. Nach einer Legende hat diese Figuren Johann Wolfgang Goethe zur Verfügung gestellt. Die mittelalterlichen Schnitzwerke der Kirche sind heute im Schlossmuseum Weimar zu sehen. Die Orgel wurde 1823 von Johann Christian Adam Gerhard gebaut (1035 Pfeifen, ein Glockenspiel). | 50° 56′ 23,1″ N, 11° 14′ 39,6″ O                       |
|      | Tromlitz (Blankenhain)            | Blankenhain II                           | Dorfkirche Tromlitz                       | ev.   | Auf dem alten Burggelände steht heute die Kirche, sie war Filial von Niedersynderstedt. Die Kirche hat die Grundrißform einer später nach Osten erweiterten romanischen Chorturmkirche. Es gibt Vermutungen, der Turmteil mit den ausgesprochen starken Mauern sei einst der Bergfried der Vorburg gewesen. Die Fenster stammen überwiegend aus dem 17. und 18. Jahrhundert. Den Altar schmückt ein restauriertes kleines Kruzifix des 18. Jahrhunderts. Außerdem besitzt die Kirche einen vergoldeten Kelch von 1574 und ein kleines Wappenschild aus dem 16. Jahrhundert. 1969 stürzte ein Teil des Turmes ein, so dass die barocke Haube abgenommen und 1975 durch ein schlichtes Satteldach ersetzt wurde. | 50° 52′ 34,8″ N, 11° 26′ 19,1″ O                       |
|      | Ulla (Nohra bei Weimar)           | Niederzimmern                            | St. Georg                                 | ev.   | Im Turm befinden sich drei Eisenhartgussglocken der Firma Schilling & Lattermann (Apolda-Morgenröthe) aus dem Jahr 1918. Eine vierte Glocke befindet sich nicht mehr in Ulla, sondern in Bechstedtstraß. Diese aus dem Jahr 1706 stammende unbezeichnete Bronzeglocke trägt auf ihrem Hals den Text: „CRBJSP 1706“. | 50° 58′ 28,5″ N, 11° 15′ 33,4″ O                       |
|      | Ulrichshalben (Oßmannstedt)       | Niederroßla                              | Dorfkirche                                | ev.   | Die Saalkirche verweist auf ein turmartig erhöhtes Oberteil. Sie wurde 1725 nach einem Brand wiederhergestellt. In den 1980er Jahren erfolgte eine umfassende Instandsetzung. Der Turmoberbau und das Satteldach wurden komplett erneuert. Noch heute findet man im Spitzbogenfenster ohne Maßwerk im Chorbereich gotische Bauteile. Im Innern weist die Kirche eine flache Holzdecke über dem Chor, eine dreiseitige zweigeschossige Empore sowie einen Kanzelkorb von einem abgebrochenen Kanzelaltar aus dem 19. Jh. Auf. Im spätgotischen Kruzifix befinden sich natürliche Haare. Die Orgel stammt aus dem 19. Jh. von Johann Benjamin Witzmann (Kleinrudestedt) und ist damit eine der wenigen Orgeln des Orgelbauers, der auf einem Rücktritt von einer Orgelstimmung sehr jung tödlich verunglückte. 1899 erfolgten Reparaturen durch Emil Heerwagen (Weimar). Von 2004 bis 2008 unterzog Orgelbau Schönefeld (Stadtilm) das Instrument einer Generalsanierung. Im Turm läuten drei Eisenhartgussglocken der Firma Schilling & Lattermann (Apolda und Morgenröthe) aus dem Jahr 1921. | 51° 0′ 40,4″ N, 11° 25′ 16,5″ O                        |
|      | Umpferstedt                       | Mellingen – Umpferstedt                  | Dorfkirche Umpferstedt                    | ev.   | Eine erste Kirche ist im Ort schon um 1300 nachweisbar. 1326 wurde die Pfarre erstmals urkundlich erwähnt. Die Substanz der romanischen Chorturmkirche ist weitgehend erhalten. Der markante Kirchturm ist ein Wahrzeichen der Gemeinde. Im Obergeschoss sind doppelte Schallöffnungen erhalten. Über dem Geschoss der Kirche erhebt sich der beim Umbau 1580 aufgesetzte gotische Spitzhelm. An den Turmteil sind Chor und Langhaus angefügt. Der Chor hat eine flache Ostwand und drei sehr schmale frühgotische Fenster. Den Giebelabschluss bekrönt ein Steinkreuz. Fenster und Türen vom Langhaus sind aus verschiedenen Zeiten. Die Jahreszahl 1592 steht über der Eingangstür. Der Altar ist aus der Zeit um 1500 mit Mittelschrein und zwei Seitenflügeln. Auf der 2. Westempore befindet sich das Haupt- und Pedalwerk der unter Verwendung einiger Register der Vorgängerorgel 1997/99 von Marcus Kaul und Michael Raidelhuber (Württemberg) gebauten Orgel. Das Positiv mit Spieltisch befindet sich im Kirchenschiff. Im Turm gibt es eine kleine Besonderheit. Hier läutet eine 1964 von der Firma Franz Schilling Söhne (Apolda) original umgegossene Bronzeglocke aus dem Jahr 1742 von Johann Christoph Rose (Apolda). 1950 wies diese bei ihrer Rückkehr vom Glockenfriedhof Hamburg feine Haarrisse auf. Als Glockenschwester steht ihr die Bronzeglocke Nr. 11924 der Firma Franz Schilling Söhne (Apolda) aus dem Jahr 1931 zur Seite. | 50° 58′ 38,7″ N, 11° 24′ 37,9″ O                       |
|      | Umpferstedt                       |                                          |                                           | ZJ.   | | 50° 58′ 50″ N, 11° 25′ 1,1″ O                          |
|      | Utenbach (Apolda)                 | Apolda III                               | St. Hilarius                              | ev.   | Die Orgel wurde am 4. Juni 2005 geweiht. Sie stammt aus der Firma Speith (Rietberg) und wurde „Ralf Müller“ – Orgel benannt. Im Turm befinden sich zwei Glocken, die 1919 gegossene Eisenhartgussglocke der Firma Schilling & Lattermann (Apolda-Morgenröthe) und die 1776 von den Gebrüdern Johann Georg und Johann Gottfried Ulrich (Apolda) gegossene Bronzeglocke mit der Inschrift: „/ME FUDERUNT/IOANNES GEORGIUS/ET/IOANNES GODOFRESUS/ULRICH/ FRATRES APOLDAE/AO./M. DCC. LXXVI.“. | 50° 59′ 58,6″ N, 11° 26′ 40,2″ O                       |
|      | Utzberg (Nohra bei Weimar)        | Niederzimmern                            | St. Johannes Baptista                     | ev.   | Eine erste Kirche wurde im 15. Jahrhundert errichtet. Nach einem Brand im 17. Jahrhundert erfolgte der Wiederaufbau. Nach dem Brand in der zweiten Hälfte des 17. Jahrhunderts wurde sie erneut aufgebaut. Die älteste Glocke wurde im Jahr 1703 von Jakob Pappe in Erfurt gegossen. Hervorzuheben ist der im Jahr 1725 durch den Erfurter V. Ditmar geschaffene Kanzelaltar. | 50° 58′ 39,3″ N, 11° 11′ 19,6″ O                       |
|      | Vippachedelhausen                 | Neumark                                  | St. Margaretha                            | ev.   | Die Kirche ist in gotischem Stil errichtet. Im Osten erstreckt sich das Chorhaupt in polygonaler Form. Hieran folgt das langgestreckte, vierjochige Schiff, welches vom Westturm begrenzt wird. Schweifhaube und Spitze stammen aus dem Jahr 1669. In der Kirche sind mehrere Grabsteine, Epitaphe und Porträts aus dem 17. bis 19. Jahrhundert enthalten. Ein Kelch aus dem 15. Jahrhundert wird im Pfarramt verwahrt. Im Turm hängt ein gut klingendes Geläut, bestehend aus einer 1787 und einer 1816 von den Gebrüdern Ulrich (Apolda) sowie einer 1747 von Nicolaus Jonas Sorber (Erfurt) gegossenen Bronzeglocke. Die Ulrich-Glocken tragen die Flankentexte: „ZU DIESER ZEIT WAREN/ADAM LUDWIG FRIEDRICH SCHMIDT/AMTMANN/GOTTFRIED AMBROSIUS WILDA/INSPECTOR/IOH:SEBALD HECHT/ PASTOR/ IOH: CHRISTOPH LIEBERMANN/RICHTER/IOH: GEORGE MANGOLD/HEIMBÜRGE/“ und „/IM IAHRE CHRISTI 1816./UNTER DER REGIERUNG DES GROSHERZOGS./CARL AUGUST,/HABEN MICH, DA ICH ZERSPRUNGEN WAR,/DER DAMALIGE KIRCHENRECHNUNGSFÜHRER ALHIER:/JOHANN CHRISTOPH WEYDIG,/UND DESSEN EHEFRAU/MARGARETHA ELISABETH WEYDIGIN,/GEBORNE ADLUNGEN,/ZUM GROSSEN LOBE GOTTES,/AUF EIGNE KOSTEN WIEDER UMGIESSEN/UND VERNEUERN LASSEN/VON DEN GEBRÜDERN ULRICH./IN APOLDA./“ sowie „/ZU DIESER ZEIT WAREN:/H.G. HEUMANN,AMTMANN/IUST. REICHART, INSPECTOR/I.C. SCHWANITZ, PFARRER/I.G. MÜLLER, RICHTER/P. WIEGAND, HEIMBÜRGER/“. | 51° 4′ 54,3″ N, 11° 12′ 39,9″ O                        |
|      | Vollersroda                       | Buchfart – Legefeld                      | Dorfkirche Vollersroda                    | ev.   | Die Dorfkirche des Ortes aus dem 18. Jahrhundert besitzt einen als „wehrhaft“ charakterisierten Chorturm mit Fachwerkaufsatz. Sie wurde auch mehrfach von Lyonel Feininger gemalt. Im Turm befindet sich eine 1877 von Franz Schilling in der Gießerei Carl Friedrich Ulrich (Apolda) gegossene Bronzeglocke mit dem typischen Fries, dem sog. „laufenden Hund“, die gerundete Variante eines Mäanders, wobei Teile der wellenförmigen Bögen durch stilisiere Blätter ersetzt sind und zusätzlich eingeschlossene Blüten die kreisförmigen Enden der einzelnen Böge verzieren [M.Schmidt] am Schlag. | 50° 56′ 8,2″ N, 11° 19′ 48,1″ O                        |
|      | Weiden                            | Buttelstedt                              | St. Cyriakus Bergkirche                   | ev.   | 1612 entstand ein bescheidener spätgotischer Rechteckbau mit Natursteinwänden und Turm auf der Westseite. Aus dem Jahr 1620 befindet sich eine Inschrift mit Namenszügen an der Nordseite. In die Ostwand ist ein frühmittelalterliches Steinkreuz in Malteserform eingemauert. Vermutlich um 1820 wurden bauliche Veränderungen vorgenommen. Die Kirche kann auf eine an der Westseite umlaufende hölzerne Empore, eine Holzbalkendecke, einen gemauerten Altar sowie einen einfachen hölzernen Kanzelbau und eine Freitreppe zum Turm verweisen. Seit 1990 erfolgen umfassende Sanierungsarbeiten, die auch einen Ausbau des Dachbereichs einschließen. 1992 wurde der gesamte Ort unter Denkmalschutz gestellt. In jedem Jahr findet hier das Kunstprojekt „Kirchberg Weiden“ statt. Das Harmonium SCHIEDMAYER PIANOFORTEFABRIK STUTTGART ist im Besitz der Kirchgemeinde. Die Orgel op. 2413 von Friedrich Walcker & Cie. (Ludwigsburg) aus dem Jahr 1933 wurde komplett abgebaut und Teile davon im Backhaus eingelagert. Im Turm läuten zwei Bronzeglocken der Gebr. Ulrich (Apolda) aus dem Jahr 1776 und von Christian Stoermer (Erfurt) aus dem Jahr 1921. |                                                        |
|      | Wersdorf (Pfiffelbach)            | Niederroßla                              | Sanctus Nikolaus                          | ev.   | Im Turm hängen zwei Glocken. Dabei handelt es sich um eine 1926 gegossene Bronzeglocke der Gießerei Franz Schilling Söhne (Apolda), die 1961 nach Wersdorf kam und vom Landesbischof Mitzenheim geweiht wurde sowie um eine der beiden letzten Glocken des Petersbergklosters Erfurt. Die „Scholastica“ aus dem Jahr 1550 ist unbezeichnet. Auf ihrer Schulter kann man lesen: „/Anno d[omi]ni 1550 fvsa et baptisata sv m [in] h[onorem] scolastice virginis/“. | 51° 3′ 7,4″ N, 11° 27′ 52,8″ O                         |
|      | Wickerstedt                       | Bad Sulza II                             | St. Vitus                                 | ev.   | Die Orgel wurde 1835 von Johann Christian Adam Gerhard als dessen letztes Werk erbaut. 1863/64 Umbau durch Adalbert Förtzsch, Blankenhain, und Erweiterungsumbau 1917/20 durch Friedrich Wilhelm Heerwagen, Weimar, sowie klangliche Umgestaltung 1973/74 durch Speerschneider, Weimar. Teilüberholung des Instruments erfolgte von 2004 bis 2007. | 51° 3′ 29,3″ N, 11° 32′ 17,5″ O                        |
|      | Wiegendorf                        | Mellingen – Umpferstedt                  | Dorfkirche Wiegendorf                     | ev.   | Die Kirche verfügt über zwei wunderbare Bronzeglocken. Die Kleinere wurde 1926 in der Gießerei Franz Schilling Söhne (Apolda) gefertigt. Die Größere ist eine 1477 gegossene unbezeichnete Glocke. Auf ihr ist vermerkt: „anno dni m cccc lxxvii Maria“. | 50° 59′ 6,1″ N, 11° 26′ 11,1″ O                        |
|      | Willerstedt                       | Buttstädt                                | St. Alban                                 | ev.   | Die drei Eisenhartgussglocken belegen mit ihrer Inschrift den Weg vieler Glocken. 1928 als Eisenhartguss von Schilling & Lattermann (Apolda und Morgenröthe) verfertigt, kündet die Größte: „/IN HARTER ZEIT NACH KRIEGESMORDEN BIN ICH AUS ERZ ZU STAHL GEWORDEN./NEUGEGOSSEN IM JAHRE 1928 AUS GEMEINDEMITTELN FÜR DIE KIRCHE WILLERSTEDT AN STELLE DER VON HERRN GEHEIMEN COMMERZIENRAT DR. CURT ELSCHNER IN BERLIN/1922 GESTIFTETEN UND DURCH BLITZSCHLAG AM 9. AUGUST 1927 VERNICHTETEN GLOCKEN./“ | 51° 5′ 21,4″ N, 11° 27′ 9,1″ O                         |
|      | Wittersroda (Blankenhain)         | Blankenhain II                           | Dorfkirche Wittersroda                    | ev.   | Die Kirche ist ein einfacher Bau mit Flachdecke. Auf dem Chorturm erhebt sich ein Fachwerkgeschoss mit Helmspitze und Schweifhaube. Der Altar mit etwas Schnitzerei an den Pfosten stammt aus dem 18. Jh. Auffällig ist die Gestaltung des Gitters zur Sakristei mit Vasen und Ranken. Auf der 1. Empore steht die 1856 von Friedrich Wilhelm Dornheim (Eichfeld) gebaute Orgel. Sie wurde 1984 letztmals gespielt und nach Reparatur 2008 wieder geweiht. Im Turm läuten die Eisenhartgussglocken Nr. 1995 und 1996 der Firma Schilling & Lattermann (Apolda und Morgenröthe) aus dem Jahr 1921. | 50° 48′ 58,9″ N, 11° 24′ 45,2″ O                       |
|      | Wohlsborn                         | Schöndorf – Großobringen                 | Dorfkirche                                | ev.   | Im Jahre 1474 wurde erstmals eine Pfarrei im Ort erwähnt. Die heute vorhandene Kirche stammt gleichfalls aus dem 15. Jahrhundert. Bis zur Erschließung des Neubaugebietes lag die Kirche nicht, wie allgemein üblich, im Zentrum des Ortes, sondern am südwestlichen Rand von Wohlsborn. Nach dem Tod des letzten Pfarrers im Jahr 1928 wurde die Pfarrstelle nicht wieder besetzt. Am 21. Dezember 2017 wurden drei neue Glocken der Glockengießerei Bachert (Karlsruhe) eingehoben. Die größte Eisenhartgussglocke der Firma Schilling & Lattermann bleibt vor der Kirche stehen. | 51° 1′ 55,8″ N, 11° 21′ 56,2″ O                        |
|      | Wormstedt (Bad Sulza)             | Apolda III                               | St. Georg                                 | ev.   | Im Turm befinden sich drei Glocken. Zwei stammen aus dem Jahr 1921 und sind Eisenhartgussglocken der Firma Schilling & Lattermann (Apolda-Morgenröthe). Die dritte ist eine historisch wertvolle Bronzeglocke aus dem Jahr 1454. Auf das Gießjahr verweist der Text auf der Schulter: „in dcm liiii iare ben ich gegossen marien un vordroßen“. | 51° 1′ 50″ N, 11° 35′ 56,9″ O                          |
|      | Zottelstedt (Apolda)              | Niederroßla                              | St. Vitus                                 | ev.   | Die Orgel geht in ihren Wurzeln auf ein 1776 von Wilhelm Christoph Trebs (Weimar) gebautes Instrument zurück. 1802 erfolgte durch Ludwig Wilhelm Hähner[t] (Arnstadt) eine grundlegende Überholung. Im Turm läuten drei Eisenhartgussglocken der Firma Schilling & Lattermann (Apolda-Morgenröthe) aus dem Jahr 1955. | 50° 59′ 58,6″ N, 11° 26′ 40,2″ O                       |